# Kwidzyn
Kwidzynⓘ (em latim: Quedin/Insula Sanctae Mariae, em alemão: Marienwerder, em prussiano: Kwedīns, Kwēdina, Kwīdina, erroneamente Kwidzyń) é um município localizado no norte da Polônia. Pertence à voivodia da Pomerânia, no condado de Kwidzyn.
Estende-se por uma área de 21,5 km², com 36 731 habitantes, segundo o censo de 31 de dezembro de 2024, com uma densidade populacional de 1 705 hab./km².

## Localização
A cidade está situada às margens do rio Liwa, um afluente direito do Nogat, a 5 km do rio Vístula.
Kwidzyn está historicamente situada na Alta Prússia, na área da antiga Pomesânia. Etnograficamente, também faz parte da região de Powiśle.
Segundo a regionalização físico-geográfica da Polônia, a cidade está localizada na fronteira de três mesorregiões: Região dos Lagos Dzierzgońsko-Morąskie e Região dos Lagos Łasiński, que, juntas, fazem parte da macrorregião da Região dos Lagos Iławskie, e o Vale Kwidzyń, que faz parte da macrorregião do Vale do Baixo Vístula.

## Toponímia
A origem do nome Kwidzyn não é totalmente certa. Alguns acreditam que ele vem do nome prussiano Kwedis com o sufixo -in (Kwedīns) e significava uma área, pertencente a uma pessoa com esse nome. Outros, no entanto, o derivam de uma palavra lituana com o significado de “virar, soprar para longe (devido ao vento)”, daí o significado etimológico de Kwidzyn: “um lugar onde há muito vento”.
O nome da cidade mudou seu significado ao longo dos séculos. Após a realocação em 1336, o nome oficial da cidade era Marienwerder, das palavras alemãs Werder — uma espécie de ilha fluvial rodeada pelos braços de um curso de água; uma ilha em um rio ou lago coberto de plantas e Marien — Maria, que poderia ser traduzido como Ostrów Maryjny ou Kępa Mariacka também registrado em latim como Insula Sanctae Mariae. Esse nome permaneceu em uso até 1945.
Do período entre guerras até 1948, o nome Kwidzyń foi usado, enquanto o nome oficial Kwidzyn não foi estabelecido até 1948.

## História

### Idade Média
Um castro pomesano chamada Kwedis (mencionada em registros de crônicas como Quedin, Quidino, Quedzyn) existia no século XI. Provavelmente foi destruída durante as batalhas travadas na área. O assentamento foi restabelecido pela Ordem Teutônica em 1233 pelo Mestre Hermann von Balka como uma base na Pomesânia prussiana. A cidade recebeu direitos de cidade após sua fundação sob a lei de Chełmno em 1233 ou 1235 (confirmada em 1254), tinha um traçado tipicamente quadriculado e consistia em cerca de 50 lotes de terra. A cidade foi destruída em 1243 durante as batalhas prussiano-teutônicas. Reconstruída pelos Cavaleiros Teutônicos, em 1285 foi declarada sede do bispado da Pomesânia (até 1587). Em 1320, a construção do castelo foi iniciada e durou cerca de 20 anos. A realocação de Kwidzyn ocorreu em 1336. A partir desse ano, o nome oficial da cidade passou a ser Marienwerder (em alemão: Werder — uma espécie de ilha fluvial rodeada pelos braços de um curso de água; uma ilha em um rio ou lago coberto de plantas e Marien — Maria), também registrado em latim como Insula Sanctae Mariae. Em 1440, representantes dos estados prussianos, ou seja, regiões e cidades, assinaram o Ato da Confederação Prussiana em Kwidzyn. Nos primeiros dias da Guerra dos Treze Anos, as autoridades de Kwidzyn reconheceram a supremacia do rei polonês e já no outono de 1454 declararam obediência a ele. Após a Guerra dos Treze Anos (1466), a cidade permaneceu com a Prússia como um feudo polonês.

### Do século XVI ao XIX

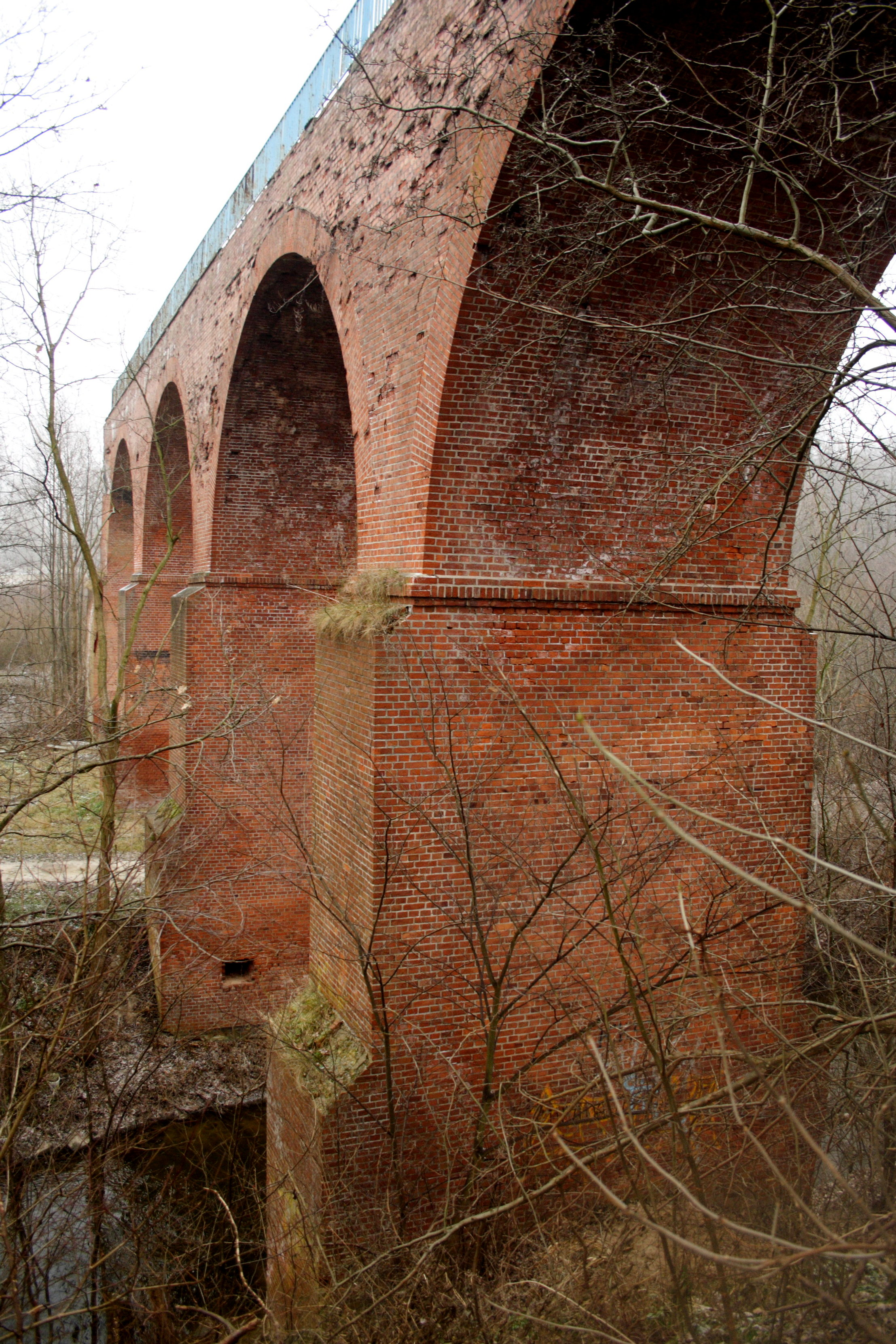
Ponte sobre o rio Liwa na linha ferroviária desativada para Kisielice

Após a secularização da Prússia em 1525, ela se tornou parte da Prússia Ducal; um ano depois, o bispo da Pomesânia e grande parte do capítulo se converteram ao protestantismo. Naquela época, houve um aumento significativo da população, ou seja, de 650 para 750 habitantes, o que fez com que o desenvolvimento urbano ultrapassasse os muros da cidade e criasse dois subúrbios: Malbork e Grudziądz. Durante as guerras com os suecos no século XVII, a cidade foi ocupada várias vezes pelo exército de Carlos X Gustavo. A partir de 1657, sob o domínio de Brandemburgo, a partir de 1701, era uma cidade do Estado da Prússia. Durante a Guerra dos Sete Anos, os russos entraram na cidade. Em 1765, por iniciativa de Frederico II, o Grande, uma câmara alfandegária foi criada na cidade, cuja tarefa era cobrar ilegalmente taxas alfandegárias sobre mercadorias polonesas que eram transportadas pelo rio Vístula até Gdansk. A partir de 1772, foi a sede de um departamento e, a partir de 1818, de uma regência na província da Prússia Ocidental. Em 1773, começou a funcionar a gráfica Kanter, que também imprimia em polonês (funcionou até 1926). A partir do final do século XVIII, as atividades de germanização progrediram, levando ao fechamento de uma escola polonesa em 1836. Em 1828, foi construída uma estrada pavimentada de Kwidzyn até a travessia do Vístula e o porto fluvial de Korzeniewo; em 1860, foram abertos os sistemas de abastecimento de água e iniciada a construção de um sistema de esgoto. A história de Kwidzyn foi descrita em 1873 pelo historiador prussiano Max Toeppen em sua monografia Stadt Marienwerder. Em 1883, foi inaugurada uma conexão ferroviária para Malbork e Grudziądz.

### Século XX

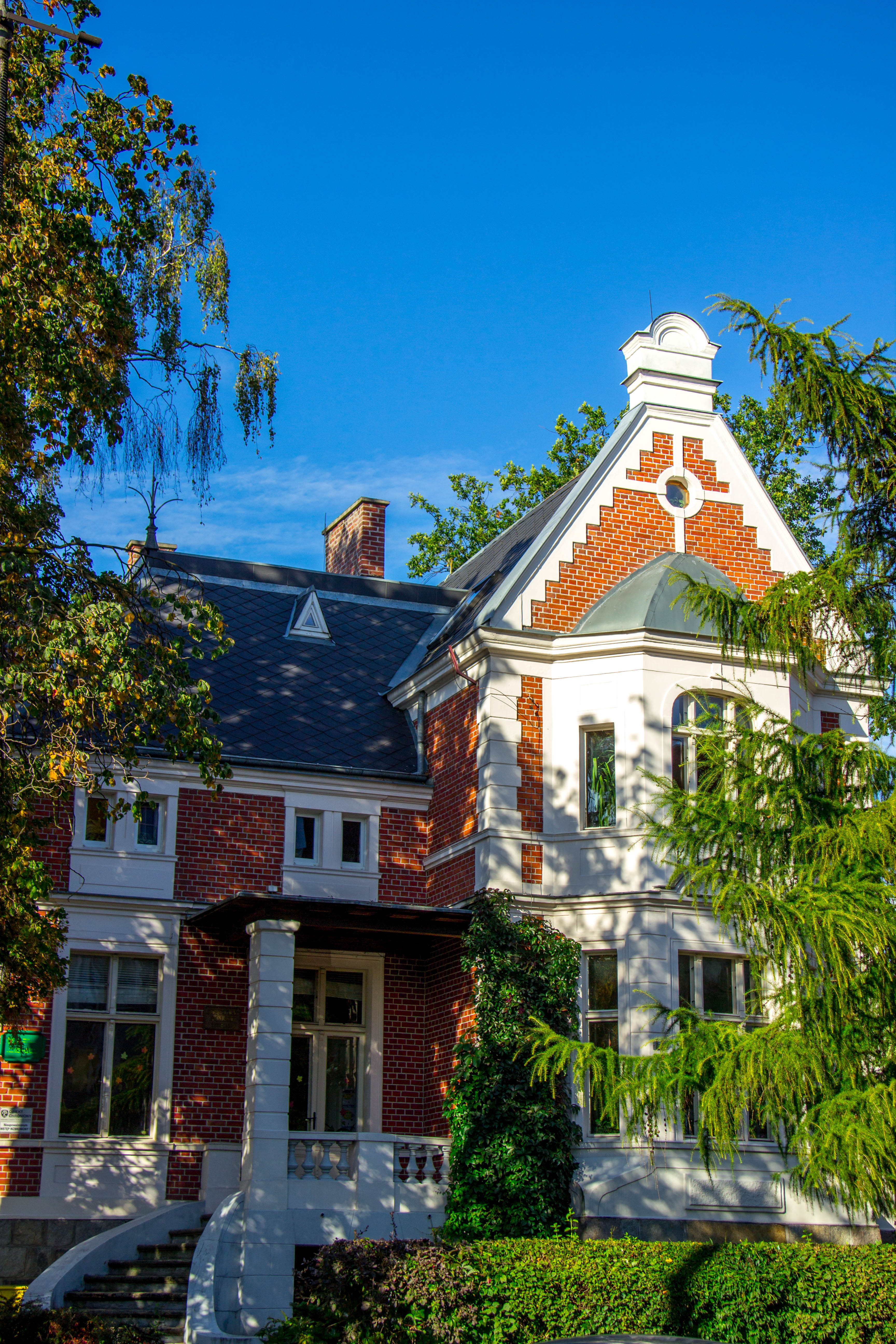
Prédio do antigo Consulado da República da Polônia, hoje Jardim de Infância Municipal n.º 1

Em 1900, foi inaugurada a usina de gás da cidade e, em 1909, uma conexão ferroviária para Prabuty foi colocada em operação. A partir de 1907, uma escola particular de gramática polonesa, fundada por iniciativa da União dos Poloneses, começou a funcionar. Em 1919, o Conselho do Povo Polonês era presidido por Tadeusz Odrowski, o Comitê do Plebiscito em Vármia iniciou suas atividades em Kwidzyn e, um ano depois, a cidade foi incluída na área coberta pelo plebiscito, o que fez com que ela permanecesse nas fronteiras da Alemanha, dessa vez como sede da Regência da Prússia Ocidental na Prússia Oriental.
De 1920 até a eclosão da Segunda Guerra Mundial, um consulado polonês e organizações culturais e educacionais polonesas estiveram ativos na cidade. Apesar dos crescentes sentimentos antipoloneses desde 1933, um ginásio polonês foi fundado em 1937, e o Banco do Povo Polonês já estava em funcionamento anteriormente. A eclosão da Segunda Guerra Mundial foi precedida por assédio e repressão aberta aos poloneses.

#### Segunda Guerra Mundial
Em 30 de janeiro de 1945, as tropas do 2.º Exército de Assalto da Segunda Frente Bielorrussa entraram na cidade. Quinhentos e quarenta homens do Exército Vermelho foram mortos nos combates, especialmente das 46.ª e 90.ª Divisões de Infantaria e para homenageá-los, um Monumento de Gratidão foi erguido na rua Warszawska após a guerra.

#### Período pós-guerra
Depois que o Exército Vermelho capturou a cidade, um grande centro hospitalar militar da Segunda Frente Bielorrussa foi criado em Kwidzyn. Havia pelo menos 18 hospitais na cidade para cerca de 20 mil doentes e feridos. No início de setembro de 1945, havia 9 deles. Os soldados do Exército Vermelho e do Exército Alemão contribuíram para a devastação da cidade, pois durante os combates foram destruídos 1356 edifícios. Eles também são responsáveis pelo incêndio do centro histórico da cidade, incluindo a prefeitura.

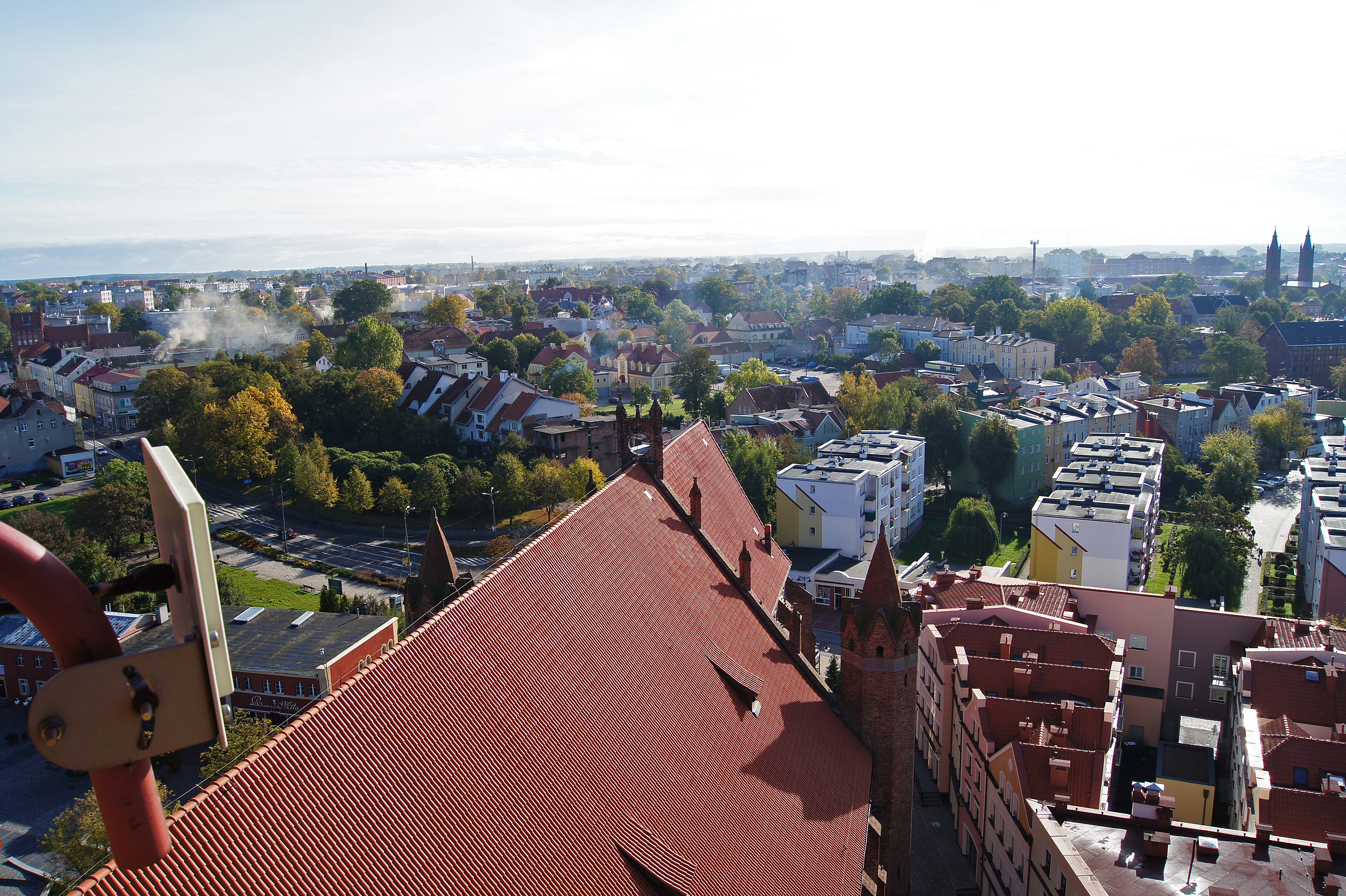
A área da Cidade Velha reconstruída após os danos da guerra

Depois que a administração polonesa assumiu o controle da cidade, os prédios queimados foram demolidos e os tijolos obtidos dessa forma foram usados para reconstruir Varsóvia. Desde o fim das hostilidades, iniciou-se uma limpeza gradual do centro histórico destruído e a recuperação das fábricas devastadas. As indústrias de alimentos, cerâmica e construção se desenvolveram na cidade. Com base nas fábricas de alimentos fundadas em 1934, foi criada a Fábrica de Vegetais e Frutas “Kwidzyn”, o Centro Cultural da Juventude e o Museu Regional do Condado. A partir de meados da década de 1960, iniciou-se o desenvolvimento parcial da antiga área da Cidade Velha. Em 1973, foi iniciada a construção da fábrica de papel e celulose de Kwidzyn.
Durante a lei marcial, foi montado um campo de internação para aproximadamente 150 pessoas no Estabelecimento Penal na rua Lotnicza, 1 (o segundo maior da Pomerânia, depois do centro em Strzebielinek), que funcionou de março de 1982 até o final de dezembro de 1982. Em 14 de agosto de 1982, o centro em Kwidzyn foi o local da mais brutal pacificação do protesto dos internos, que foi interrompido com jatos de água gerados por bombas motorizadas, seguido de muitas horas de maus-tratos aos internos nos “caminhos da saúde” dispostos nos corredores da prisão (espancamento e chutes até o ponto de inconsciência por filas de oficiais armados com cassetetes, entre os quais os internos eram obrigados a correr) e repetidos espancamentos brutais em celas individuais (por exemplo, derramando água sobre eles, batendo-os com cassetetes e espancando-os até o ponto de inconsciência). Os internados também foram submetidos a repetidos espancamentos brutais em suas celas individuais (inclusive sendo encharcados com água, espancados com cassetetes, chutados e atacados com cães). De um total de 148 internados, cerca de 80 pessoas foram espancadas, incluindo cerca de 40 severamente e 13 muito severamente.

### Século XXI
Em maio de 2007, os restos dos corpos dos mestres dos Cavaleiros Teutônicos foram encontrados nas criptas da catedral de Kwidzyn. Foi possível estabelecer a identidade de todos os três mestres — Werner von Orseln, Ludolf König von Wattzau e Henry von Plauen. Em 23 de setembro de 2007, houve um incêndio na prefeitura e no escritório distrital de Kwidzyn.

## Arquitetura

### Monumentos históricos
Antes da Segunda Guerra Mundial, havia um distrito da Cidade Velha em Kwidzyn com uma prefeitura e casas com arcadas. Atualmente, dos monumentos do centro histórico, foram preservados os seguintes:
- Complexo do castelo e da catedral:
  - Castelo do Capítulo Pomesano — modelado nos castelos teutônicos. Sua construção começou em 1322 e concluída na segunda metade do século XIV. As alas sul e oeste foram demolidas no final do século XVIII.
  - Catedral de São João Evangelista dos séculos XIII e XIV.
  - A cela da igreja onde a Beata Doroteia de Montau passou o último ano de sua vida.
- Partes das muralhas da cidade do século XIV
- Ruínas da torre da prefeitura do século XIV, ampliada no século XIX e destruída durante a guerra
- Palácio de Fermor, de 1757 a 1763, ampliado para abrigar as autoridades da regência no século XIX, com um friso em relevo de 1802
- Antigo Hospital de São Jorge do século XVIII, reconstruído entre 1859 e 1860
- Edifício do Tribunal Regional Superior de 1798 a 1800
- Casas clássicas de cerca de 1800
- Celeiro em enxaimel do início do século XIX
- Antiga sinagoga de 1830 a 1832
- Antiga Escola de Gramática Real de 1835 a 1838 e 1873
- Igreja da Santíssima Trindade, de 1846 a 1858, construída no chamado estilo arcada (Rundbogenstil), segundo o projeto de Karl Friedrich Schinkel
- Antiga sede da União de Crédito da Prússia Ocidental de 1864 a 1866, ampliada em 1879, em 1920, a sede da Comissão de Plebiscito, hoje o tribunal distrital
- Complexo de quartéis militares neogóticos de 1877–1879 (prédio de funcionários, quartéis, casa de guarda, salão de esportes, salão de equitação, depósito)
- Capela metodista do final do século XIX
- Antiga capela luterana (agora católica romana) do final do século XIX
- Celeiros de tijolos do século XIX
- Moradias e casas do final do século XIX e início do século XX
- Antigo prédio da Secretaria da Fazenda do final do século XIX
- Agência de correios neogótica de 1911 a 1913
- Um complexo de edifícios da antiga Coudelaria Real, de 1907 a 1910 (na rua Milosna).
- Prédio da prefeitura de 1918 a 1925. Na noite de 23 de setembro de 2007, o sótão do prédio foi destruído por um incêndio
- Edifícios entre guerras: consulado polonês (agora jardim de infância), ginásio polonês de 1934 a 1936, escola vocacional (agora escola primária n.º 2)

Monumentos selecionados da cidade
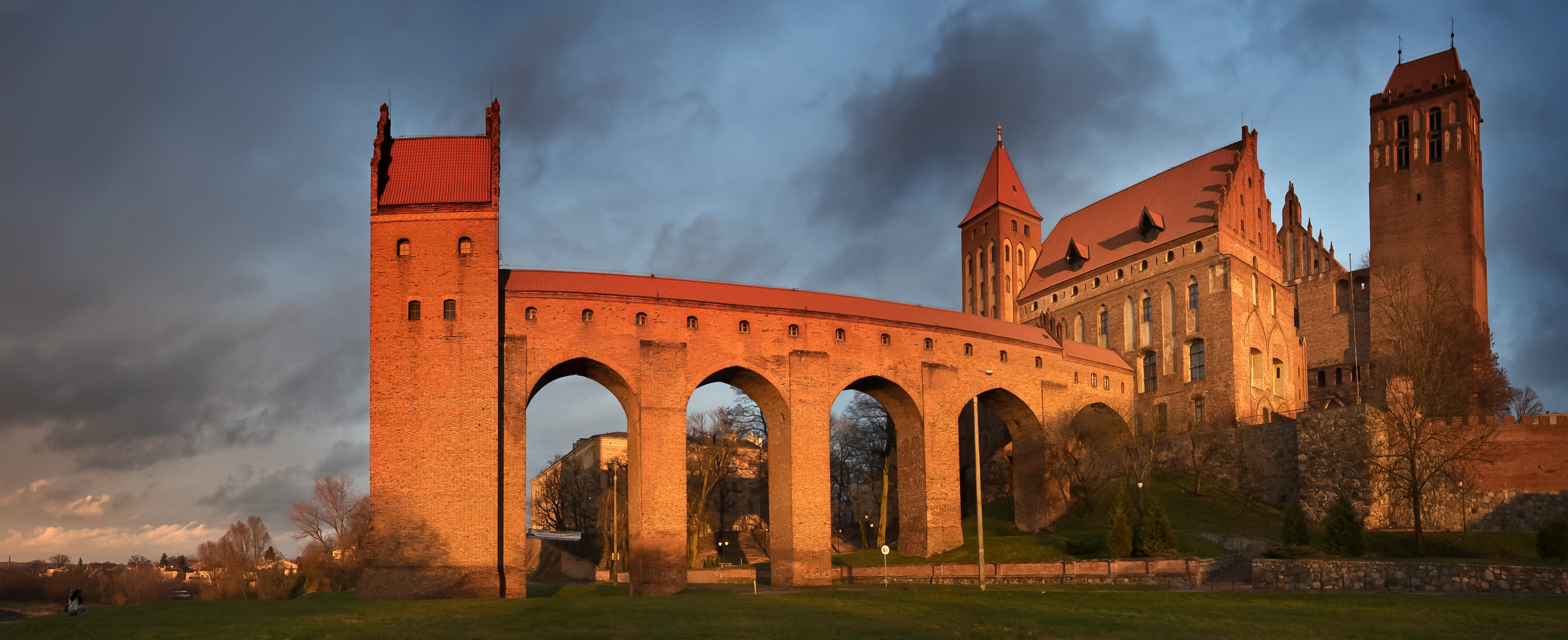
Castelo do Capítulo Pomesano
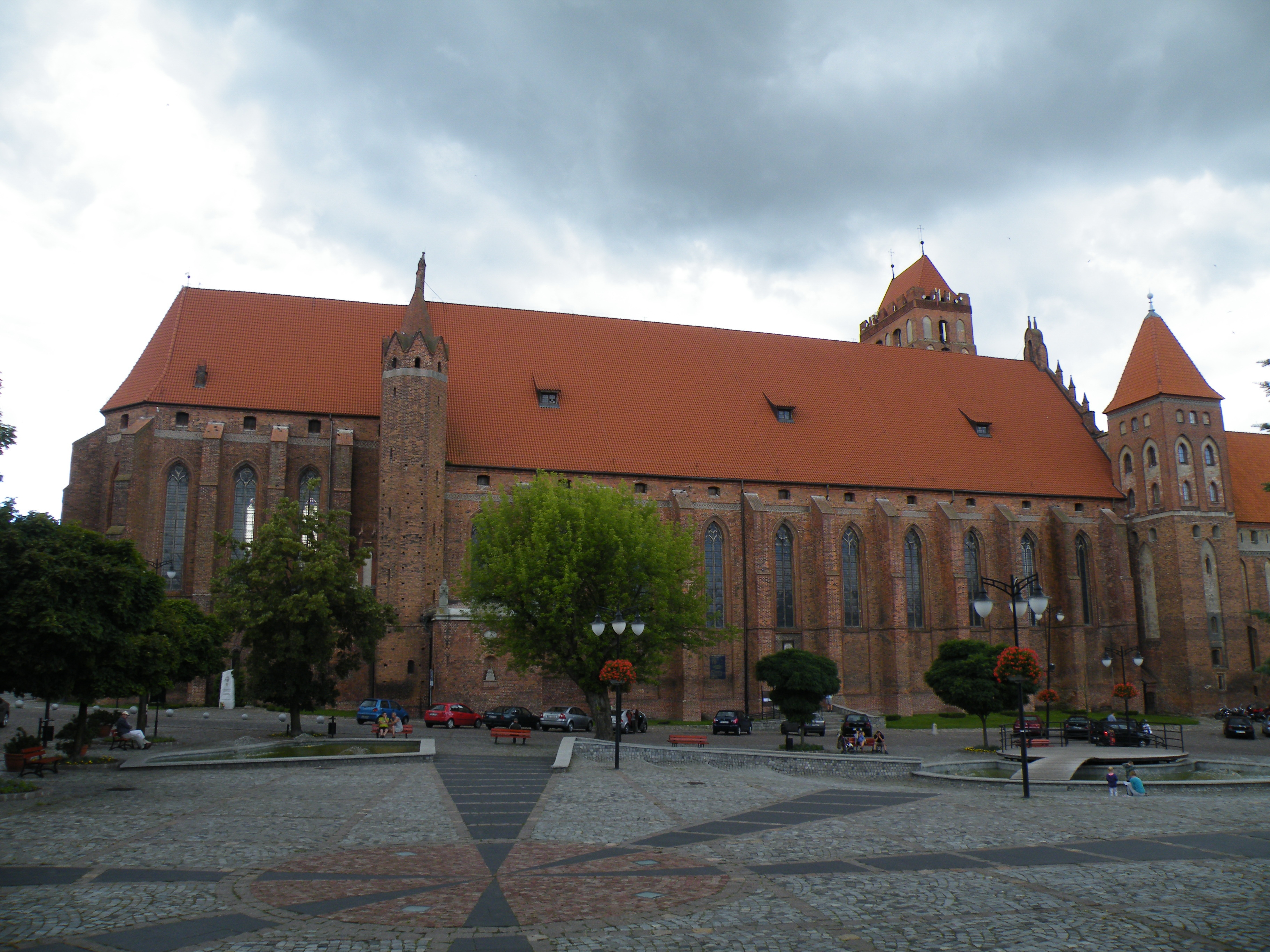
Catedral de São João Evangelista
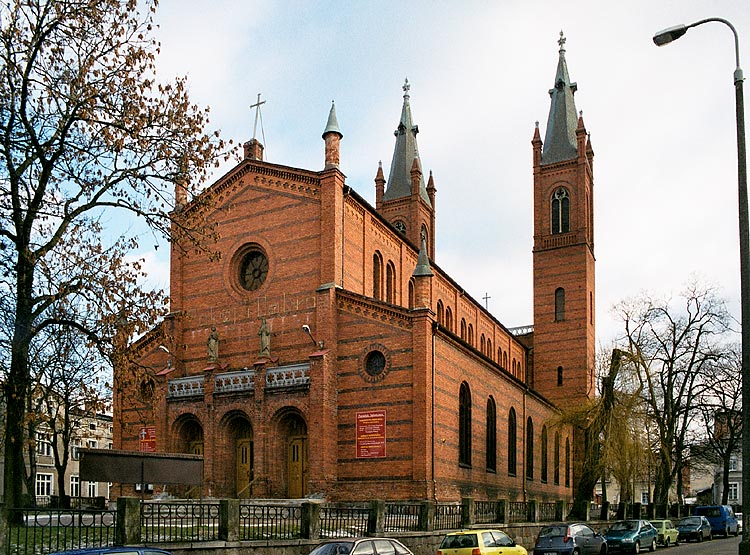
Igreja da Santíssima Trindade
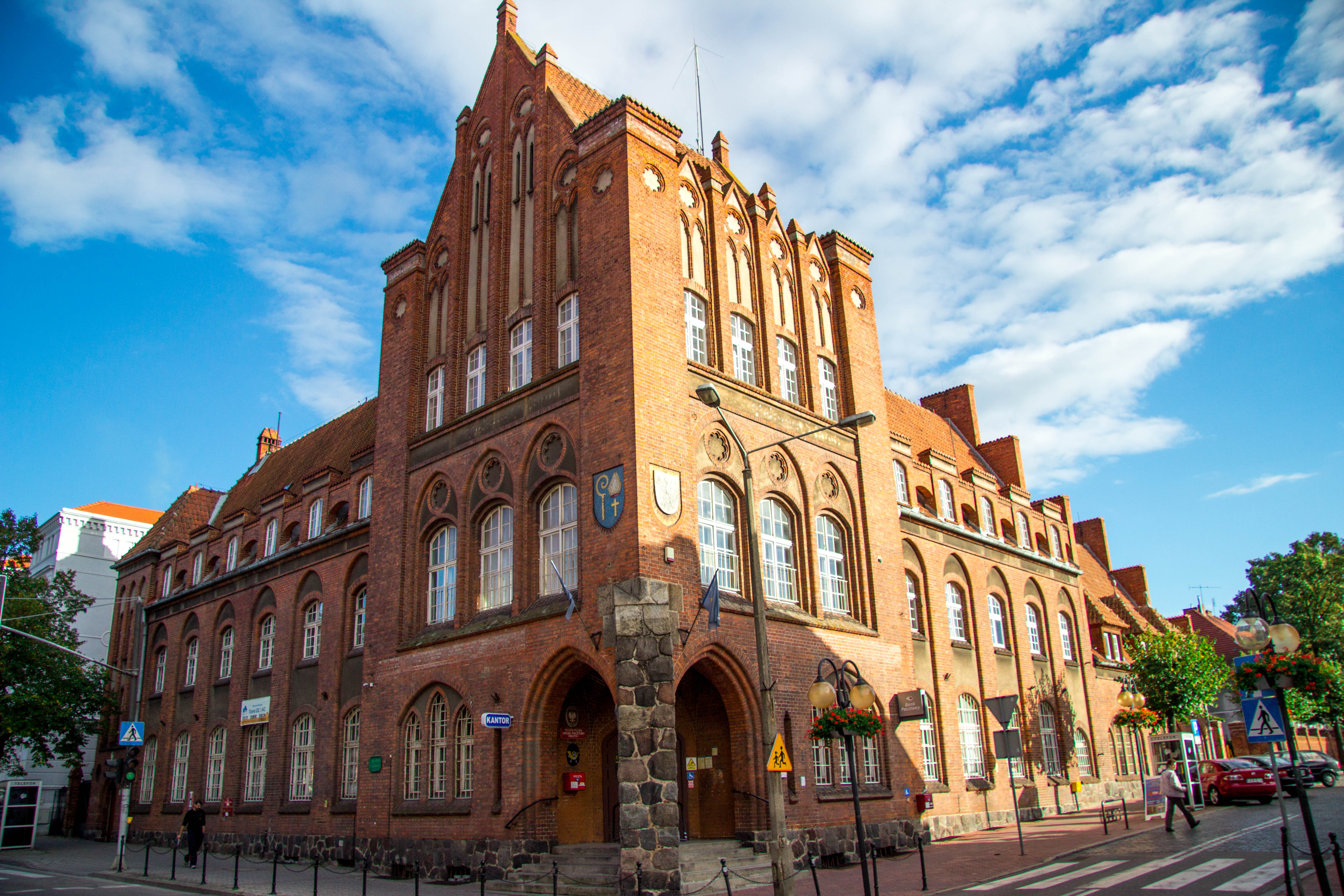
Edifício neogótico dos correios
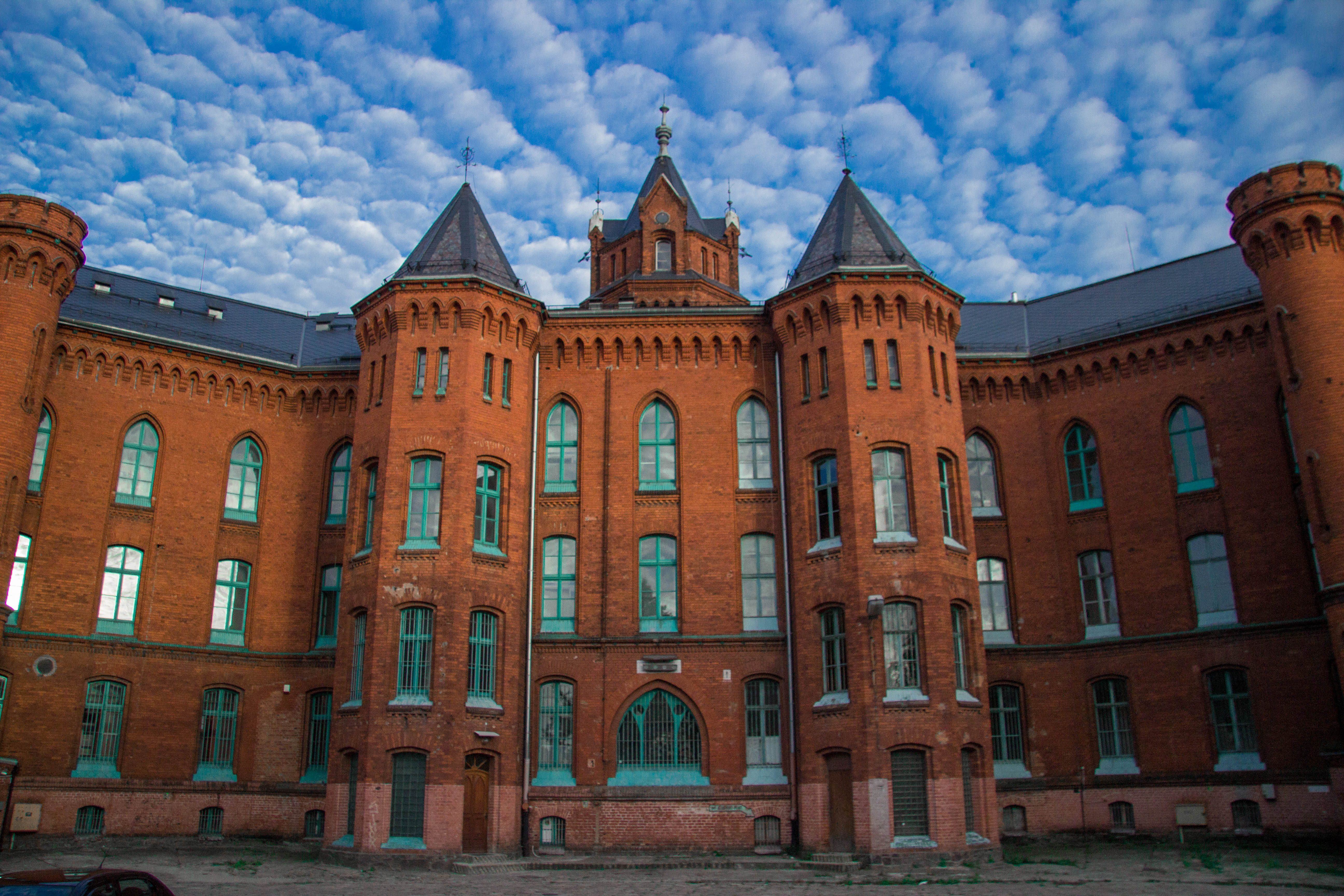
Complexo neogótico de quartéis
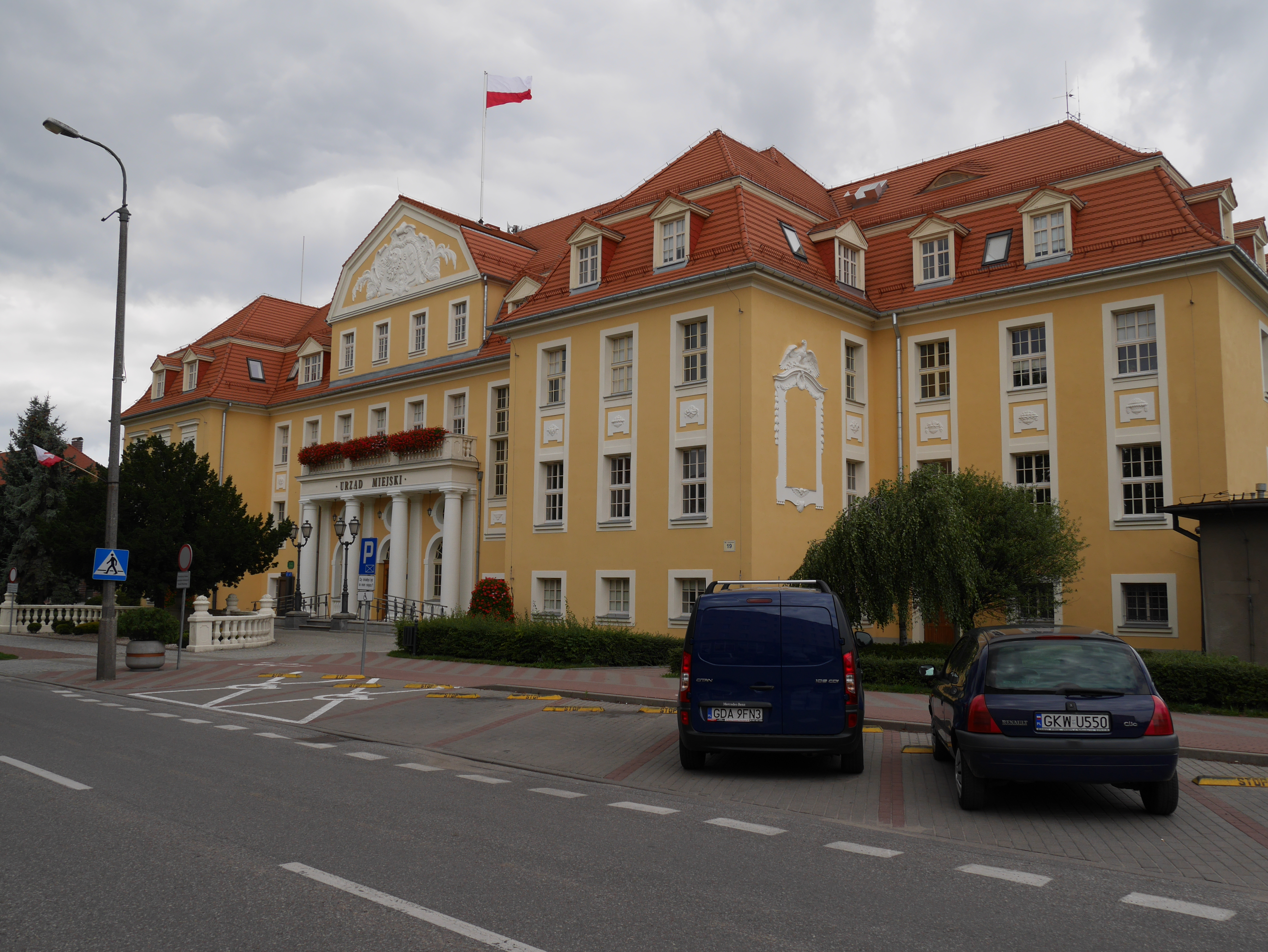
Prédio da prefeitura
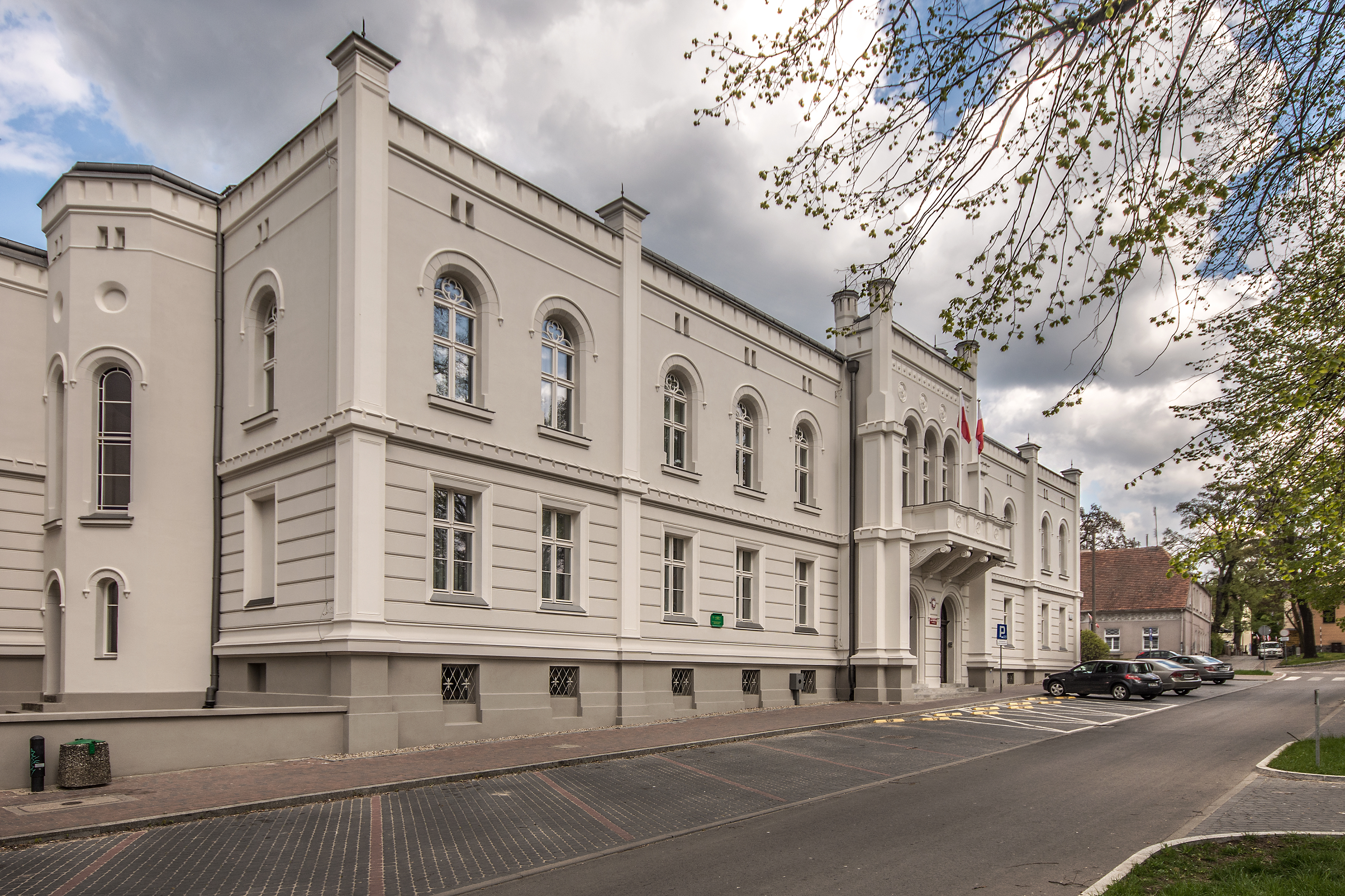
Prédio do Tribunal Distrital
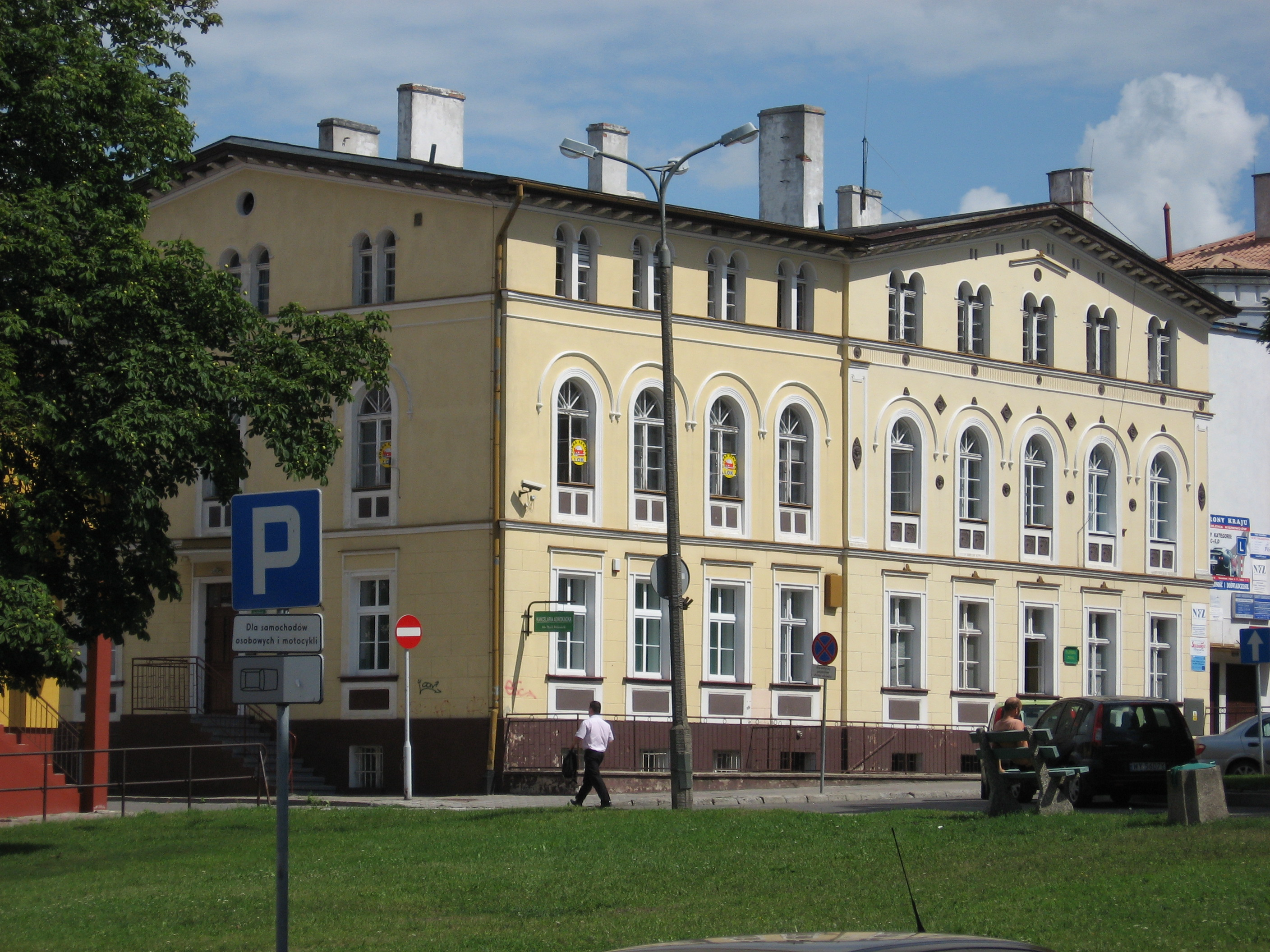
Hospital de São Jorge
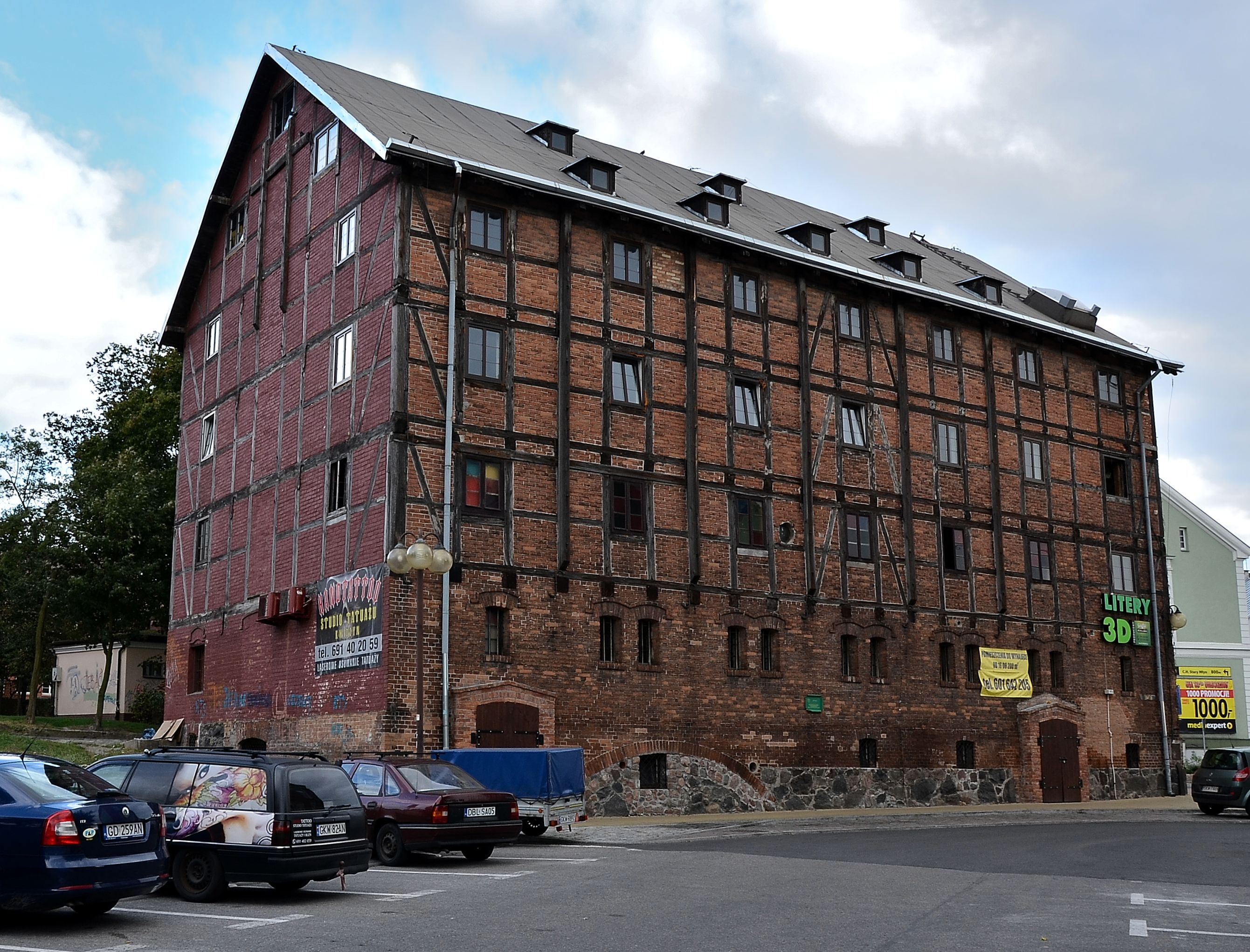
Celeiro
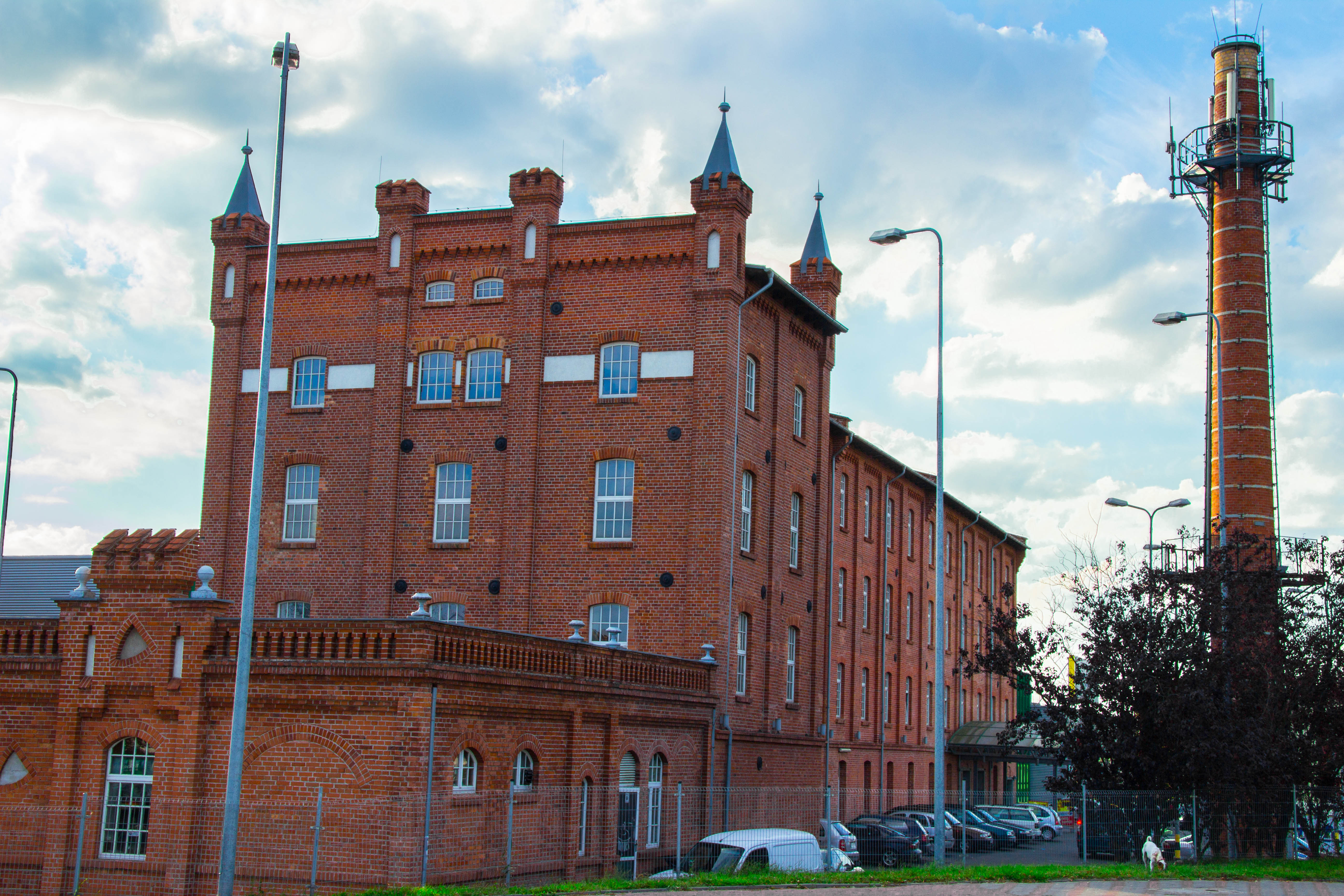
Moinho a vapor
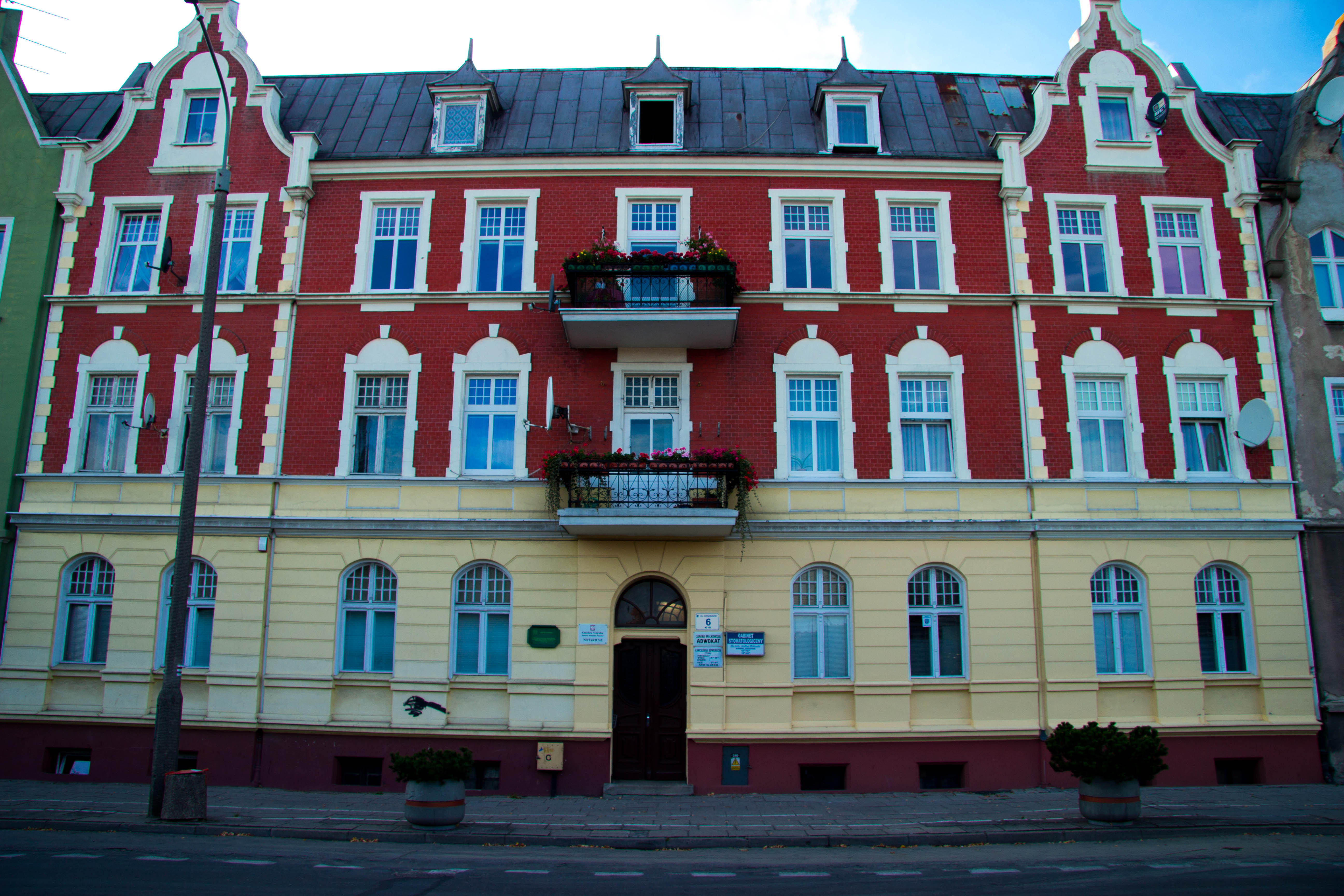
Rua Kościuszki
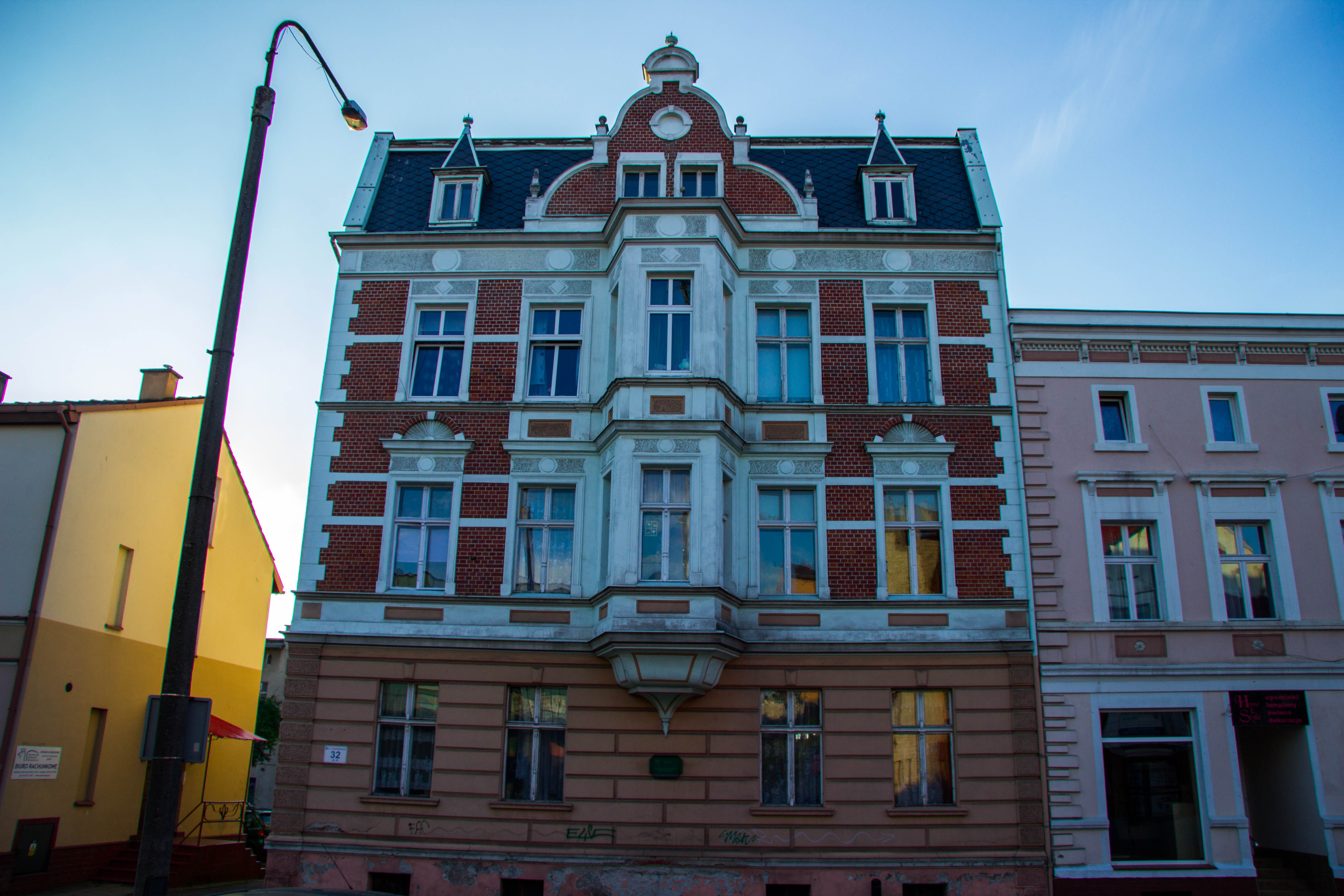
Rua Piłsudskiego, 32
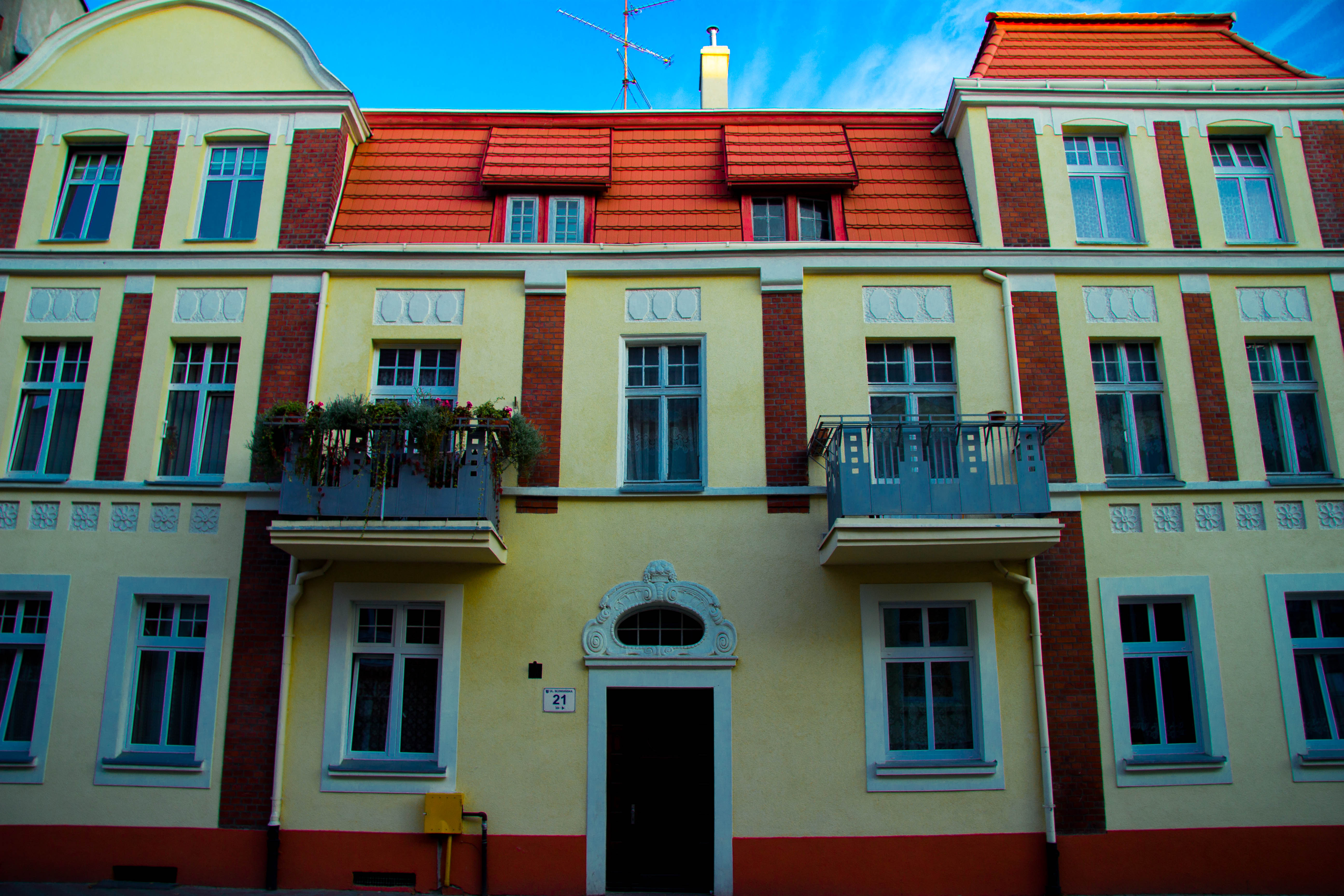
Rua Słowiańska, 21
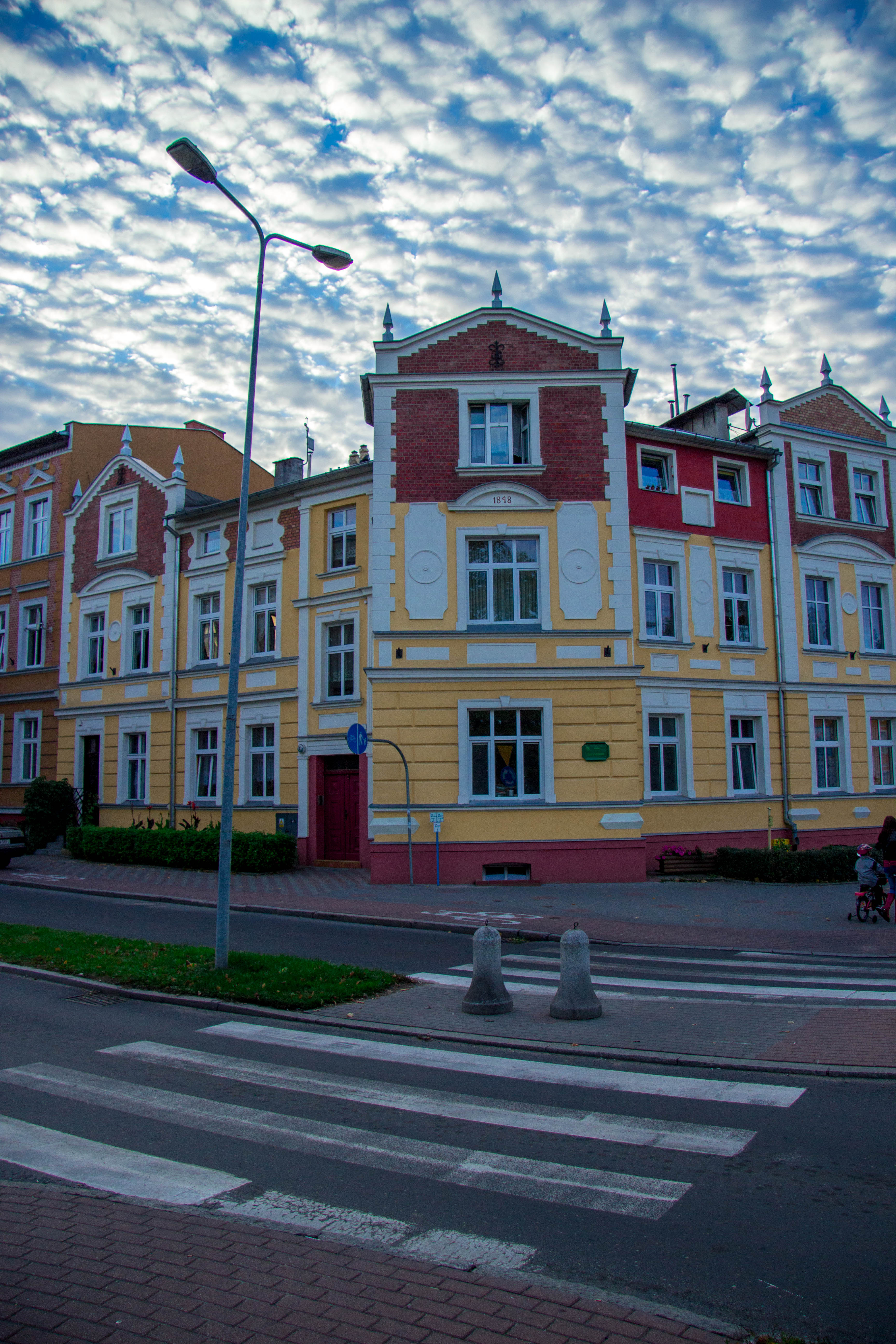
Rua Toruńska, 2
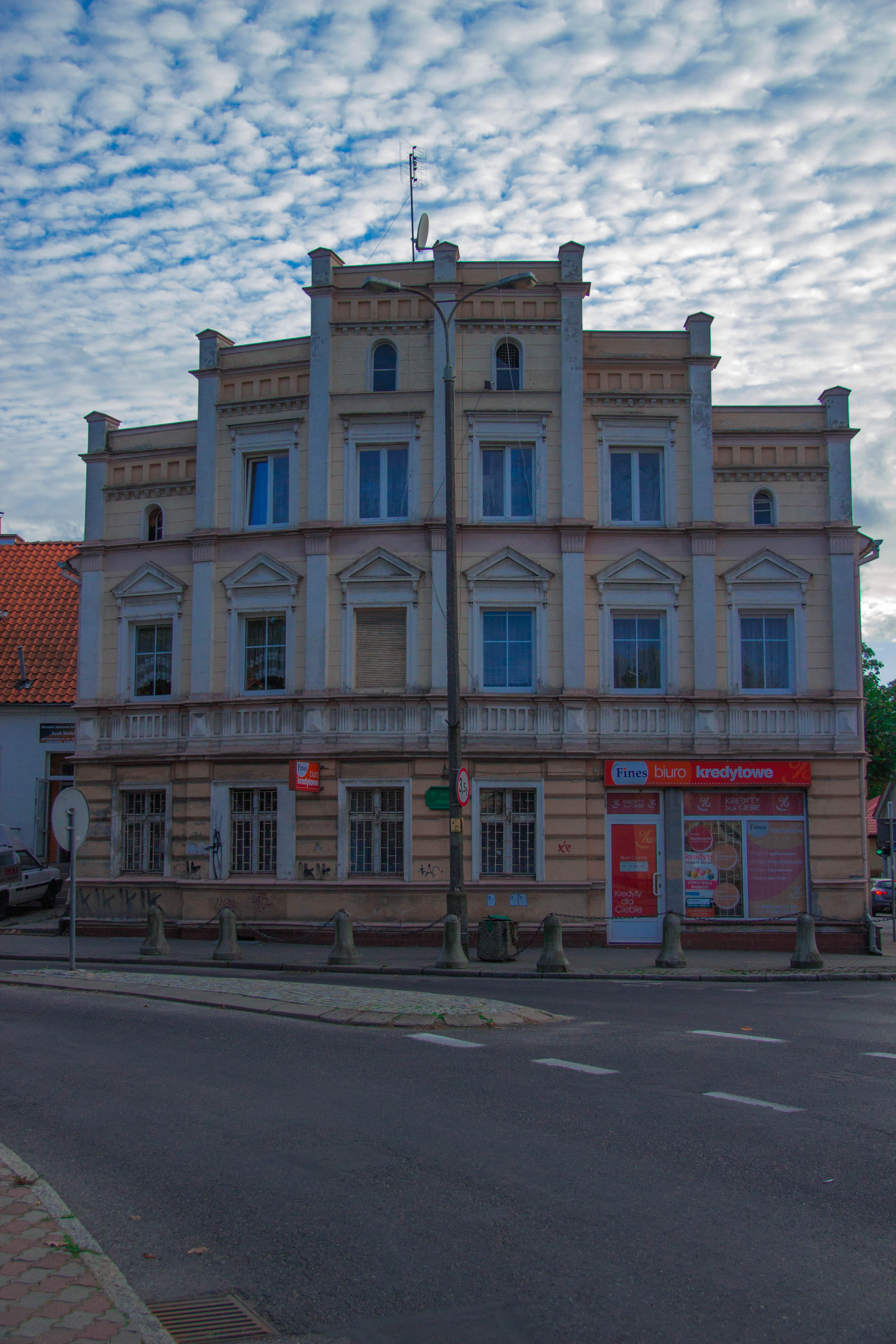
Rua Hallera, 1

## Natureza
Ao redor da cidade há grandes grupos de florestas mistas e, em menor quantidade, também florestas decíduas e de coníferas. Essas florestas estão localizadas no Distrito Florestal de Kwidzyn. A principal característica distintiva da cidade é sua localização na curva do rio Liwa (e também a 5 km do rio Vístula). No território de Kwidzyn há a Reserva Natural Kwidzyńskie Ostnice.

## Demografia
Conforme os dados do Escritório Central de Estatística da Polônia (GUS) de 31 de dezembro de 2024, Kwidzyn é uma cidade pequena com uma população de 36 731 habitantes (9.º lugar na voivodia da Pomerânia e 115.º na Polônia), tem uma área de 21,5 km² (14.º lugar na voivodia da Pomerânia e 282.º lugar na Polônia) e uma densidade populacional de 1 705 hab./km² (12.º lugar na voivodia da Pomerânia e 91.º lugar na Polônia). Entre 2002–2024, o número de habitantes diminuiu 2,0%.
Os habitantes de Kwidzyn constituem cerca de 45,95% da população do condado de Kwidzyn, constituindo 1,56% da população da voivodia da Pomerânia.
| Descrição                         | Total      | Total    | Mulheres   | Mulheres | Homens     | Homens   |
| --------------------------------- | ---------- | -------- | ---------- | -------- | ---------- | -------- |
| unidade                           | habitantes | %        | habitantes | %        | habitantes | %        |
| população                         | 36 731     | 100      | 19 200     | 52,3     | 17 531     | 47,7     |
| área                              | 21,5 km²   | 21,5 km² | 21,5 km²   | 21,5 km² | 21,5 km²   | 21,5 km² |
| densidade populacional (hab./km²) | 1 705      | 1 705    | 891,7      | 891,7    | 813,3      | 813,3    |

## Divisão administrativa

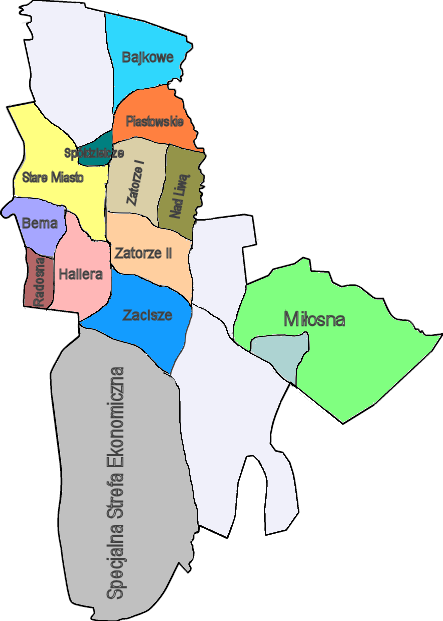
Divisão da cidade

Até 1975, Kwidzyn era dividida em um centro da cidade e um distrito periférico. A construção das fábricas de papel e celulose contribuiu para o desenvolvimento dinâmico da cidade e para a nova divisão.
Atualmente, algumas áreas não foram designadas a distritos específicos. O maior dos “distritos” da cidade é o distrito industrial, ou Zona Econômica Especial, que abriga as fábricas mais importantes e outras indústrias da cidade.
O vilarejo de Bądki, localizado no lado leste da cidade, onde se encontra parte da Zona Econômica Especial de Kwidzyn, está tentando ser incorporado aos limites administrativos da cidade de Kwidzyn. Mais da metade dos habitantes do vilarejo votou a favor da incorporação.
O conjunto habitacional “Norte” deverá ser construído no limite norte da cidade.

## Economia

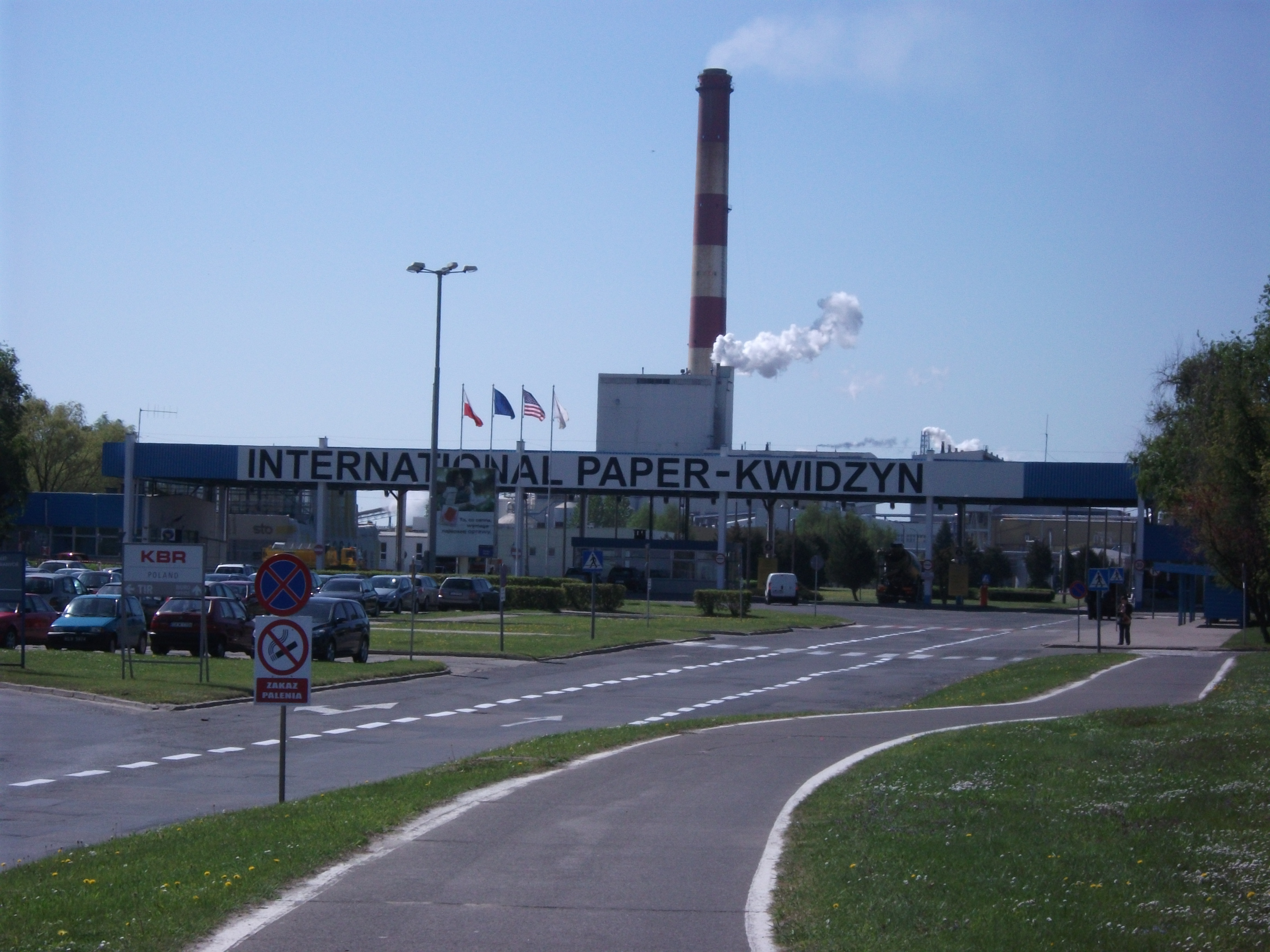
Fábrica MM Kwidzyn sp. z o.o

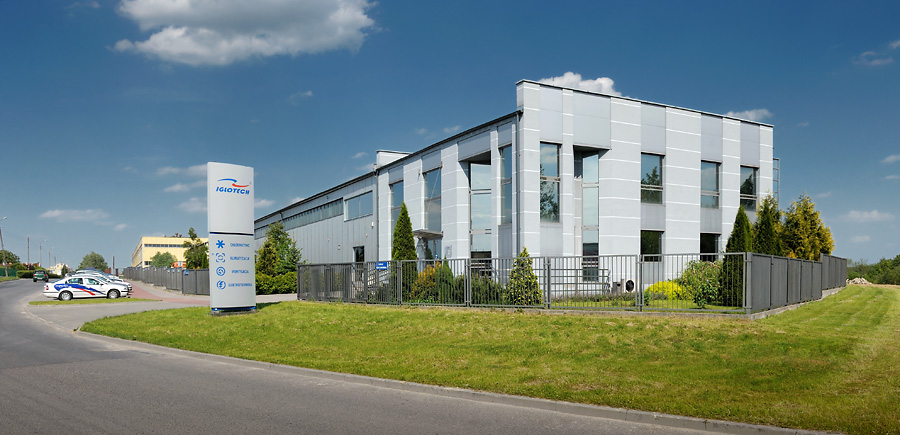
Sede da Iglotech Kwidzyn

Há uma Zona Econômica Especial em Kwidzyn, que abriga os centros industriais mais importantes da cidade, que exportam seus produtos para clientes na Polônia e na Europa. Há muitos centros industriais em toda a cidade (inclusive na ZEE).
De acordo com dados de 28 de fevereiro de 2010, o número de residentes desempregados incluía 1 696 pessoas, representando uma taxa de desemprego estimada em 10,3%.
Há muitos centros industriais em toda a cidade. As empresas mais importantes que operam em Kwidzyn são:
- Conglomerado austríaco do setor de papel MM Kwidzyn sp. z o.o.[34]
- Importante fabricante norte-americano do setor de eletrônicos Jabil Circuit Poland Sp. z o.o.[35]
- Líder polonês em moldagem por injeção, fábrica de processamento de plásticos Fabryka Plastików Kwidzyn Sp. z o.o.[36]
- Fábrica de produtos de madeira PPH Tor-Pal[37]
- Fábrica de serviços de construção e instalação da KBR Poland[38]
- Fábrica de componentes eletrônicos da Lacroix Electronics[39]
- Fábrica da indústria eletrônica Plati Polska[40]
- Fábrica de embalagens de poliestireno da Knauf Pack[41]
- Empresa de papel Przedsiębiorstwo Produkcyjno-Handlowe Kompap S.A.[42]
- Fábrica para a fabricação de produtos plásticos B.M. Polska[43]
- Warmińskie Zakłady Przetwórstwa Owocowo-Warzywnego Kwidzyn, fabricante de alimentos congelados[44]
- Fábrica da indústria de petróleo Modex[45]
- Fábrica de bebidas e vinhos da Mix S.A.[46]

Em parte do vilarejo de Miłosna, funcionava a Fazenda Agrícola do Estado — Państwowe Stado Ogierów Kwidzyn. Em 1993, como Stado Ogierów Kwidzyn. Em 1994, após a conversão como Zakład Treningowy Skarbu Państwa Kwidzyn. Em 1999, novamente como Stado Ogierów Skarbu Państwa Kwidzyn. O estabelecimento de treinamento foi abolido e o restante foi privatizado.

### Comércio
Há supermercados na cidade. Há também duas feiras livres municipais abertas a comerciantes visitantes. Também podemos distinguir o centro comercial Kopernik, o centro comercial Stary Młyn, o centro comercial Liwa, a loja de departamentos Tęcza, o Shopping Center, bem como pequenos centros comerciais de supermercados.

### Turismo
Kwidzyn está localizada na Trilha dos Castelos Góticos. A principal atração turística da cidade é o castelo gótico e o complexo da catedral, que consiste no castelo do capítulo pomesano e na catedral com os túmulos de, entre outros, os Grão-Mestres Teutônicos, e a cela da Beata Doroteia de Montau.
- Trilha de ciclismo R1[53]

## Transportes

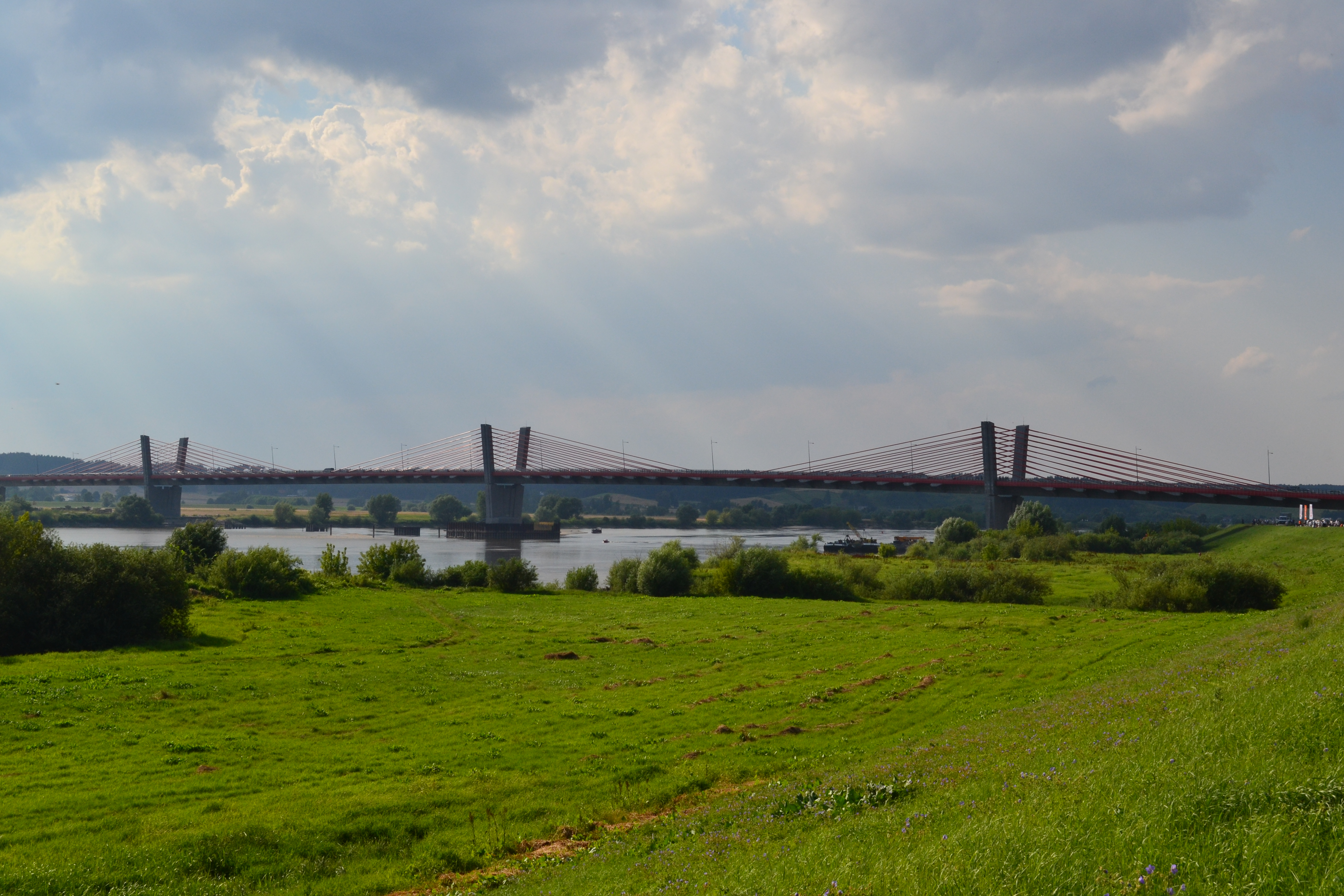
Ponte Kwidzyn sobre o rio Vístula

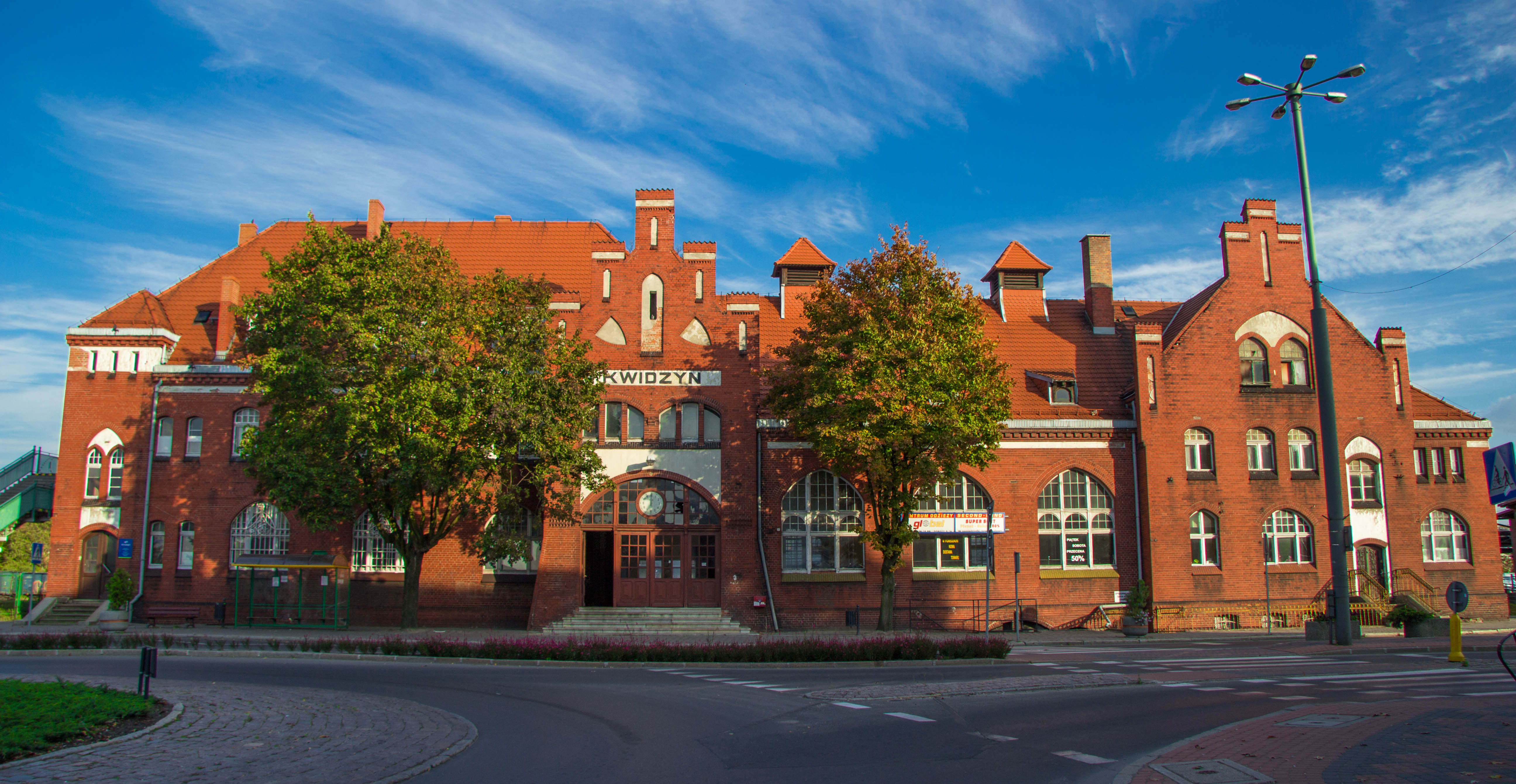
Estação ferroviária

### Transporte rodoviário
Pela cidade passam as seguintes estradas:
- Estrada nacional n.º 55, que leva ao norte até Malbork e ao sul até Grudziądz
- Estrada nacional n.º 90, com uma ponte estaiada sobre o rio Vístula, conectando Kwidzyn com a estrada nacional n.º 91, no lado esquerdo do rio, e mais adiante com a autoestrada A1[54]
- Estrada provincial n.º 518, conecta Gniew com Mareza (subúrbio de Kwidzyn)
- Estrada provincial n.º 521, leva a Iława
- Estrada provincial n.º 532, conecta Kwidzyn com a vila de Gardeja
- Estrada provincial n.º 588, conecta a vila de Opalenie com Mareza (subúrbio de Kwidzyn)

### Transporte ferroviário
A estação de trem de Kwidzyn fica na ferrovia n.º 207; a linha de trem Myślice — Szlachta atende apenas ao tráfego de carga, após a renovação da estação e da linha ferroviária, o tráfego de passageiros segue na direção de Grudziądz e Malbork. A linha ferroviária também é usada por trens de carga que viajam para o norte e o sul da Polônia.

### Transporte aéreo
Uma pista de pouso sanitária foi inaugurada na rua Lotnicza em 2013.

## Educação
- Escolas maternais

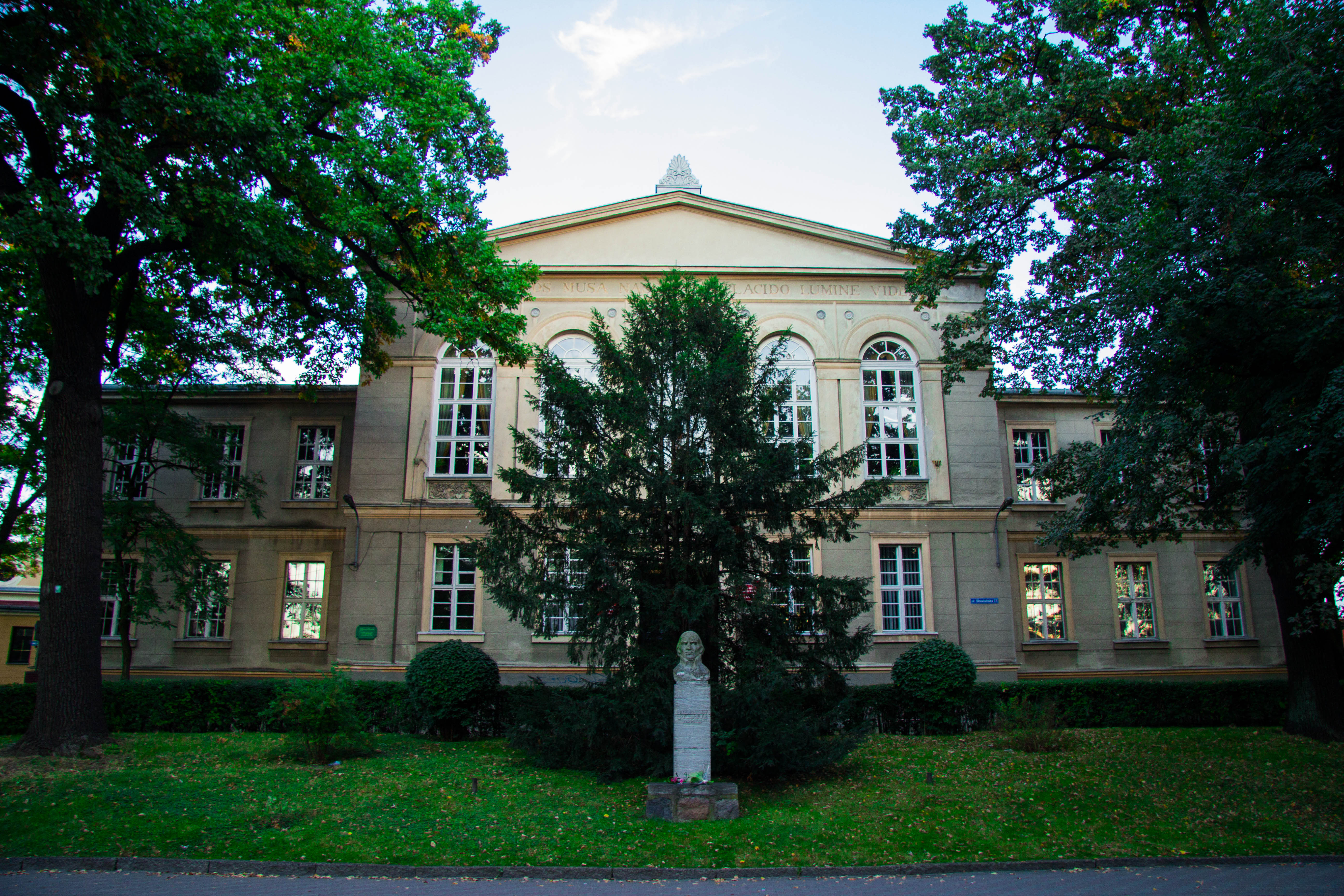
Antigo Palácio Schiller, mais tarde Ginásio F. Schiller, agora Complexo da Escola Secundária Stanisław Staszic n.º 1

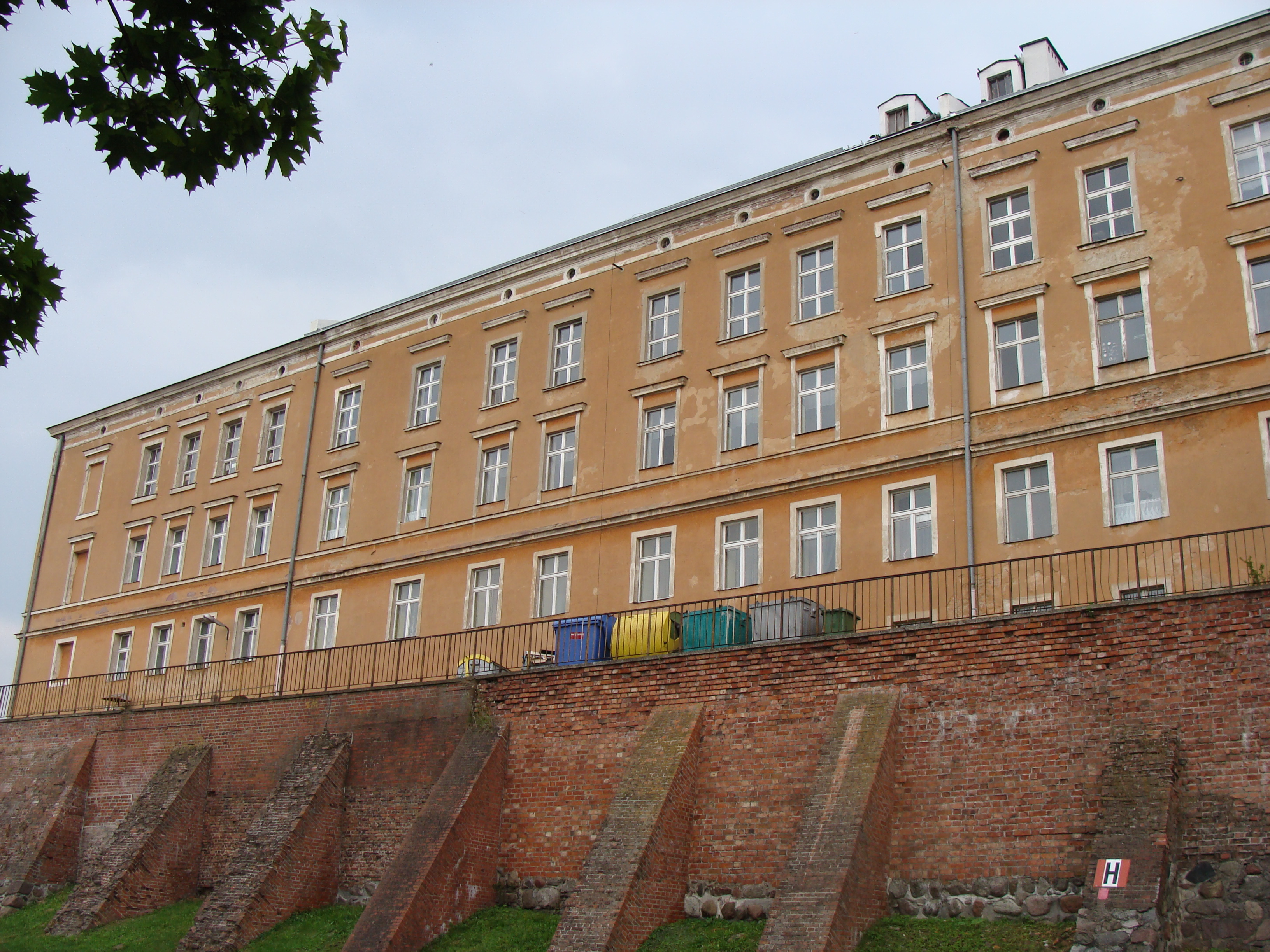
Escola de Ensino Médio n.º 2 Maria Skłodowska-Curie (antigo Palácio de Fermor)

  - Jardim de infância privado “Przedszkole Gama”[55]
  - Jardim de infância privado “AKUKU”[56]
  - Jardim de infância privado “Jedneczka”[57]
  - Jardim de infância privado “Promyk”[58]
  - Jardim de infância privado “SMYK”[59]
  - Jardim de infância privado n.º 2 com um grupo de berçário[60]
  - Jardim de infância para integração[61]
  - Jardim de infância privado “Chatka Puchatka” com um grupo de berçário[62]
  - Jardim de infância privado “Radość” com grupo de berçário[63]

- Ensino fundamental
  - Escola primária comunitária Polskich Noblistów[64]
  - Escola primária com classes de campeonatos esportivos Armii Krajowej[65]
  - Escola primária n.º 2 Major Henryk Sucharski[66]
  - Escola primária n.º 4 Adam Mickiewicz[67]
  - Escola primária n.º 5 Zjednoczonej Europy[68]
  - Escola primária n.º 6 Dr. Władysław Gębik[69]

- Ensino médio
  - Escola secundária Dr. Władysława Gębika, antigo Ginásio Polonês[70]
  - Escola secundária n.º 2 Stanisław Wyspiański[71]
  - Escola secundária Polskich Noblistów[72]
  - Complexo de escolas secundárias n.º 1 Stanisław Staszic[73]
  - Complexo de escolas secundárias n.º 2 Maria Skłodowska-Curie[74]
  - Centro de Educação Profissional e Continuada[75]

- Outros

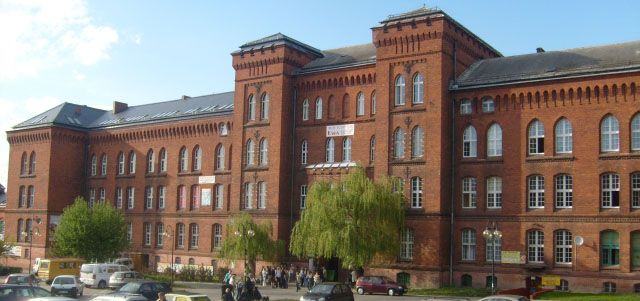
Escola de Ensino Superior

- - Escola secundária superior em Kwidzyn[76]
  - Centro de aprendizado e negócios “Zak”[77]
  - Escola Centro Educacional e Cultural ESCEK
  - Centro de Educação Ambiental[78]
  - Escola de Música de Primeiro Grau Feliks Nowowiejski[79]
  - Escola de idiomas “Chata Języków Świata”[80]
  - Corpo de Trabalho Voluntário, Hufiec Pracy 11–16[81]

## Cultura

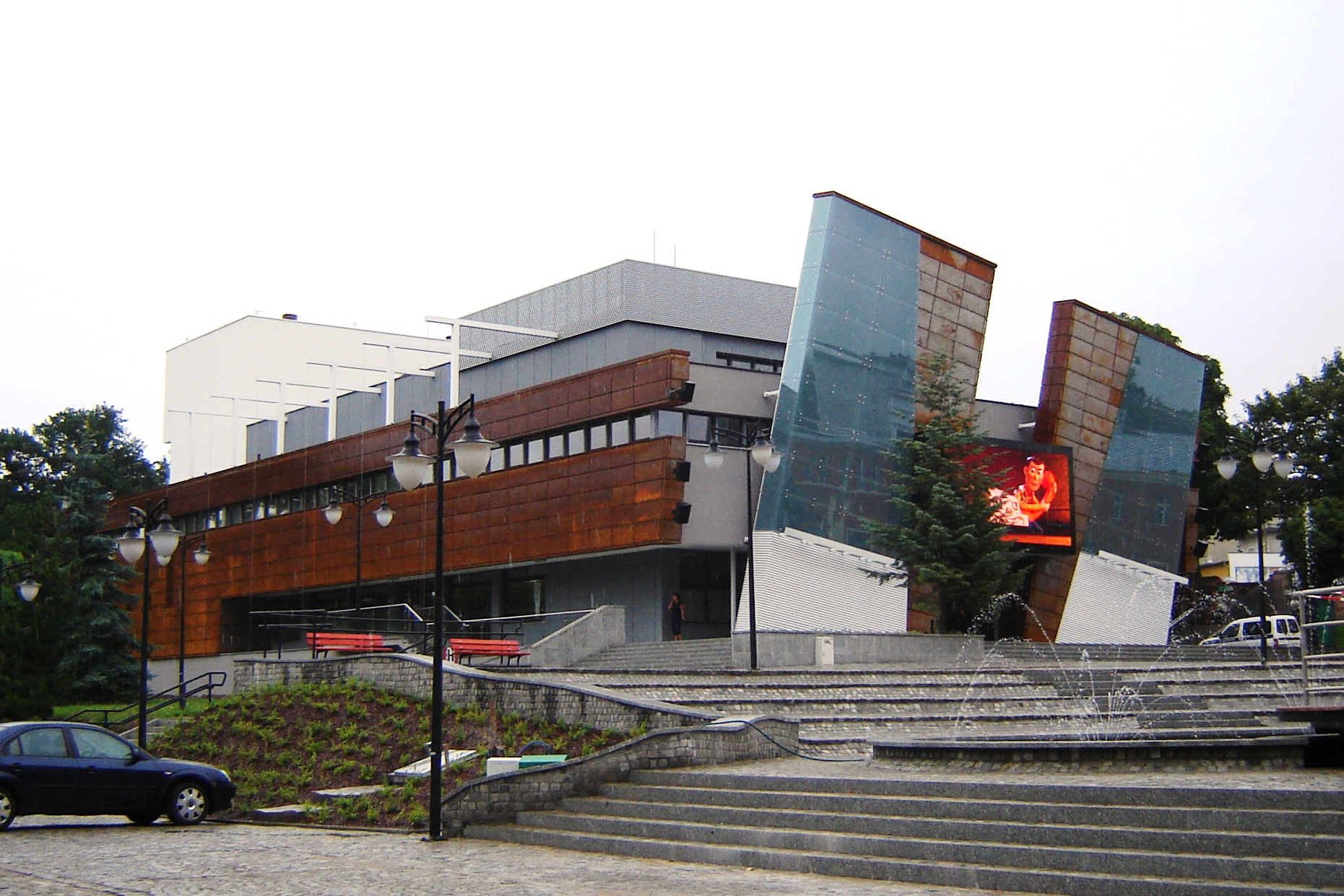
Centro Cultural de Kwidzyn

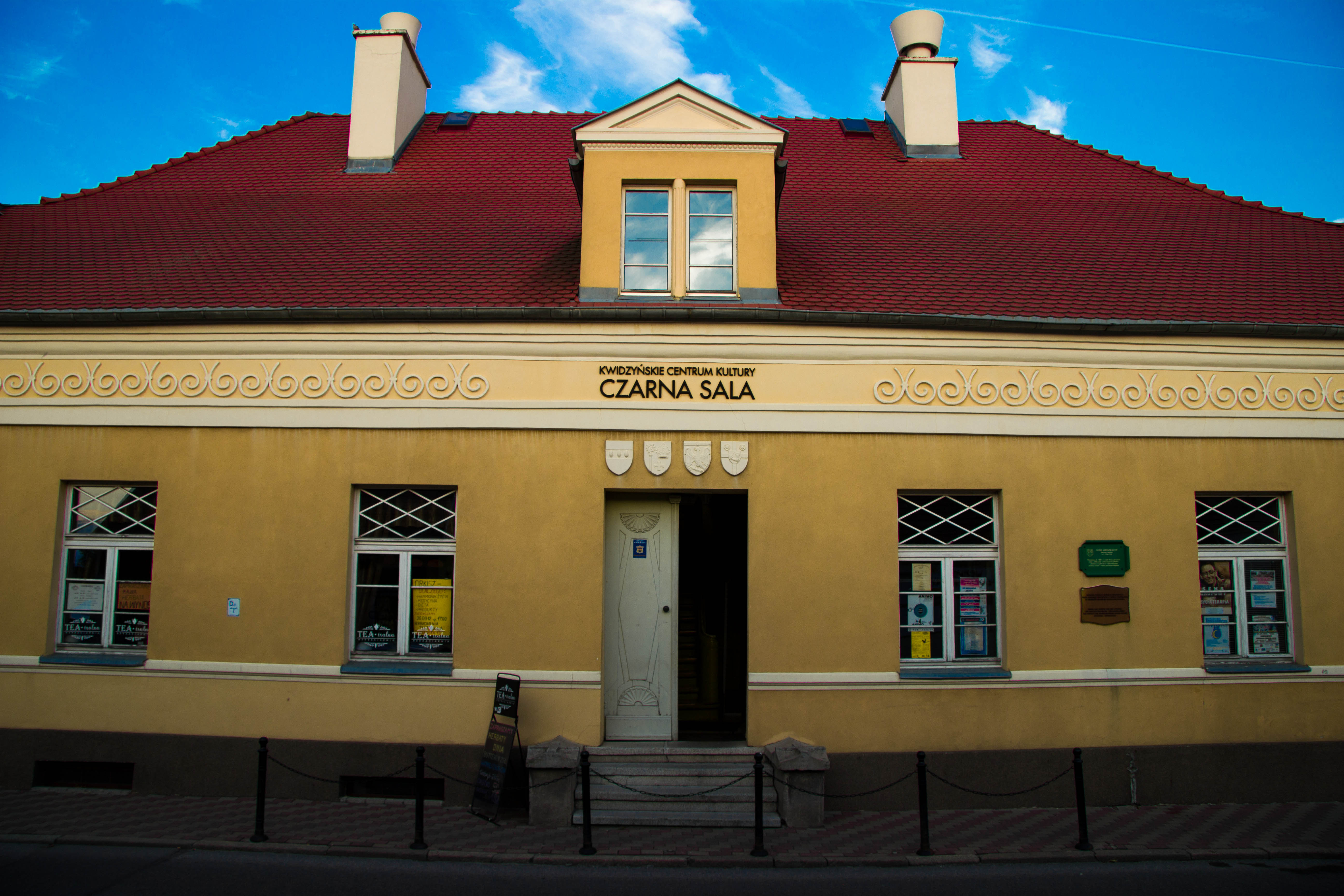
KCK — “Czarna Sala” (Sala Preta)

O Centro Cultural de Kwidzyn funciona na cidade e está envolvido no desenvolvimento cultural da comunidade de Kwidzyn. Ele organiza atividades culturais e oferece aulas de informática e ensino de idiomas. Os principais centros onde os objetivos do Centro Cultural de Kwidzyn são implementados são:
- Sociedade Cultural de Kwidzyn
- Sala Preta
- Centro de informática e idiomas

Desde 2001, a cidade conta com uma associação criativa, o Teatro de Marionetes Jan Wilkowski.

### Castelo de Kwidzyn
Museu do Castelo de Kwidzyn com exposições permanentes:
- Exposição arqueológica
- Exposição sobre a natureza
- Instrumentos de punição e tortura (séculos XVI a XVIII)
- Artes decorativas e artesanato (séculos XV a XX)
- Esculturas barrocas da região da Pomerânia
- Arte e cultura material da região de Powiśle
- Natureza do norte da Polônia[85]

## Meios de comunicação

### Imprensa
Três semanários locais são publicados na cidade:
- “Kurier Kwidzyński”
- “Kurier Powiatu Kwidzyńskiego” — um suplemento de sexta-feira do “Dziennik Bałtycki”
- “Puls Kwidzyn”

Também é publicada a revista trimestral cultural e histórica “Schody Kawowe”.
Kwidzyn também abriga a redação da revista bimestral “Transport i Komunikacja”.

### Rádio
- Estações de rádio que transmitem de Kwidzyn:
  - Rádio Gdańsk — 106,0 MHz
  - RMF Maxxx Pomorze (Kwidzyn) — 88,6 MHz (até 2004 Radio PM — Power Music FM)

### Televisão
Há duas redes de televisão a cabo em Kwidzyn:
- Multimedia — que tem seu próprio programa local realizado pelo Estúdio de Televisão “Kamena”
- Vectra, que também transmite seu próprio programa local.

## Sindicatos e associações

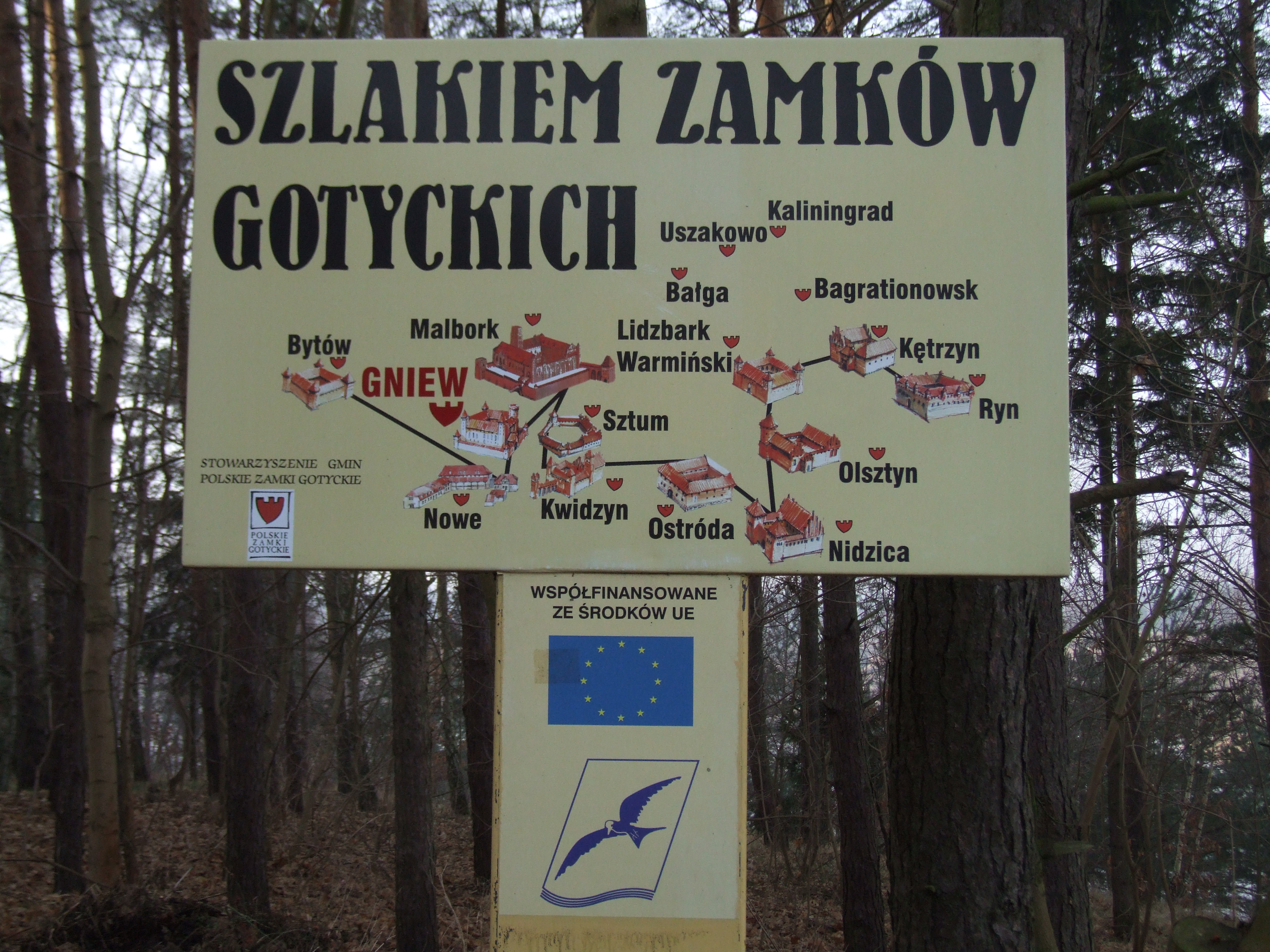
Castelos Góticos Poloneses

A cidade é afiliada a várias associações polonesas, incluindo:
- Associação de Cidades Polonesas
- Castelos Góticos Poloneses
- Associação para o Desenvolvimento do Condado de Kwidzyn
- Associação de Municípios da República da Polônia Euroregião Báltica
- Federação Nacional de Conselhos Locais da Juventude

Associações ativas em Kwidzyn:
- Associação Cultural de Kwidzyn
- Associação de Promoção da Mídia e-Kwidzyn
- Associação de Entusiastas da Pintura de Contrastes
- Associação de Ciclismo de Kwidzyn
- Clube de Tiro de Kwidzyn VIS
- Associação para promoção da cultura UndergroundKwidzyn.pl
- Clube Esportivo de Capoeira Beribazu

## Comunidades religiosas

Edifícios religiosos antigos e atuais em Kwidzyn
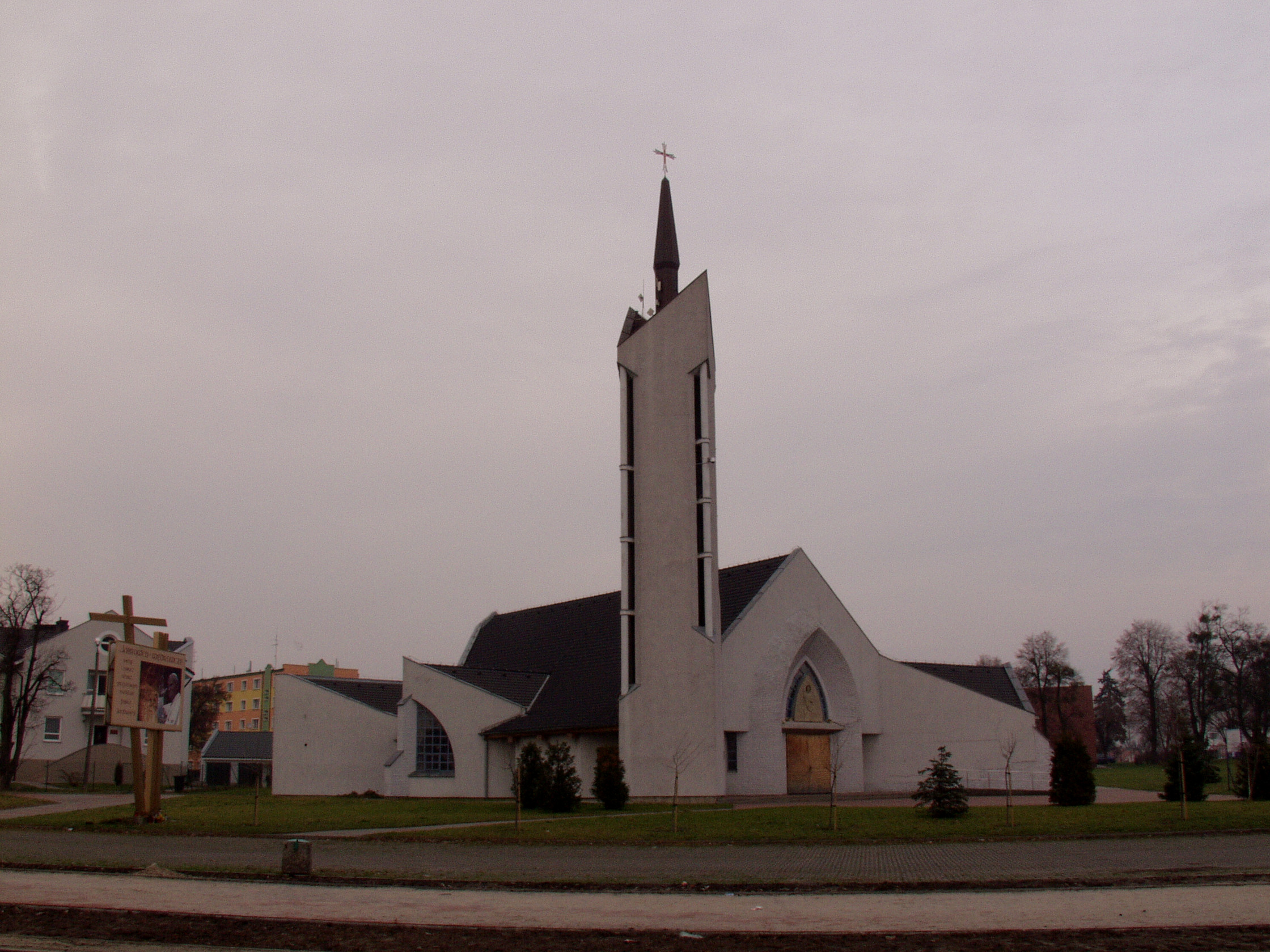
Igreja de Santo Adalberto, Bispo e Mártir
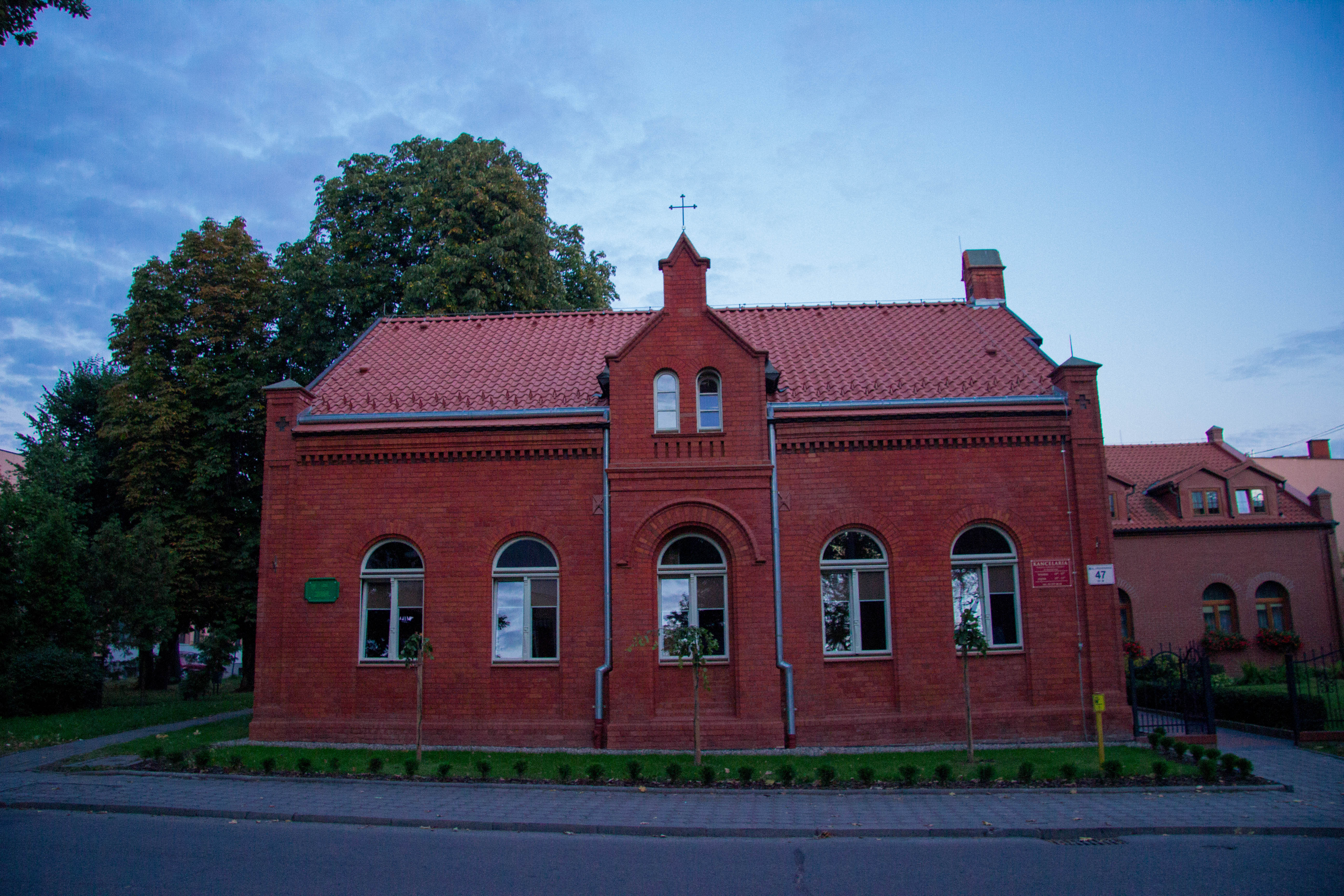
Mosteiro franciscano em Kwidzyn
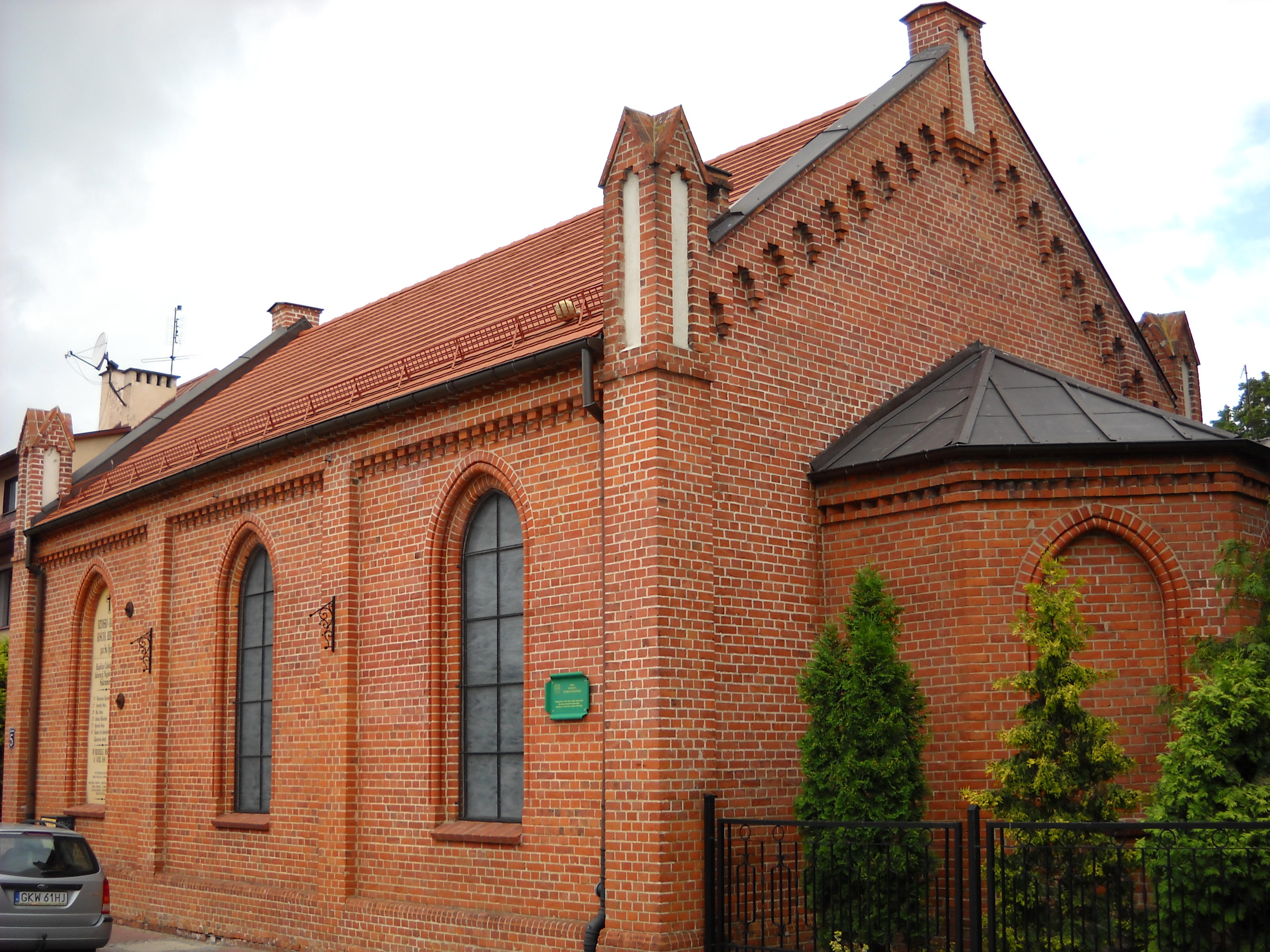
Capela católica de São Padre Pio
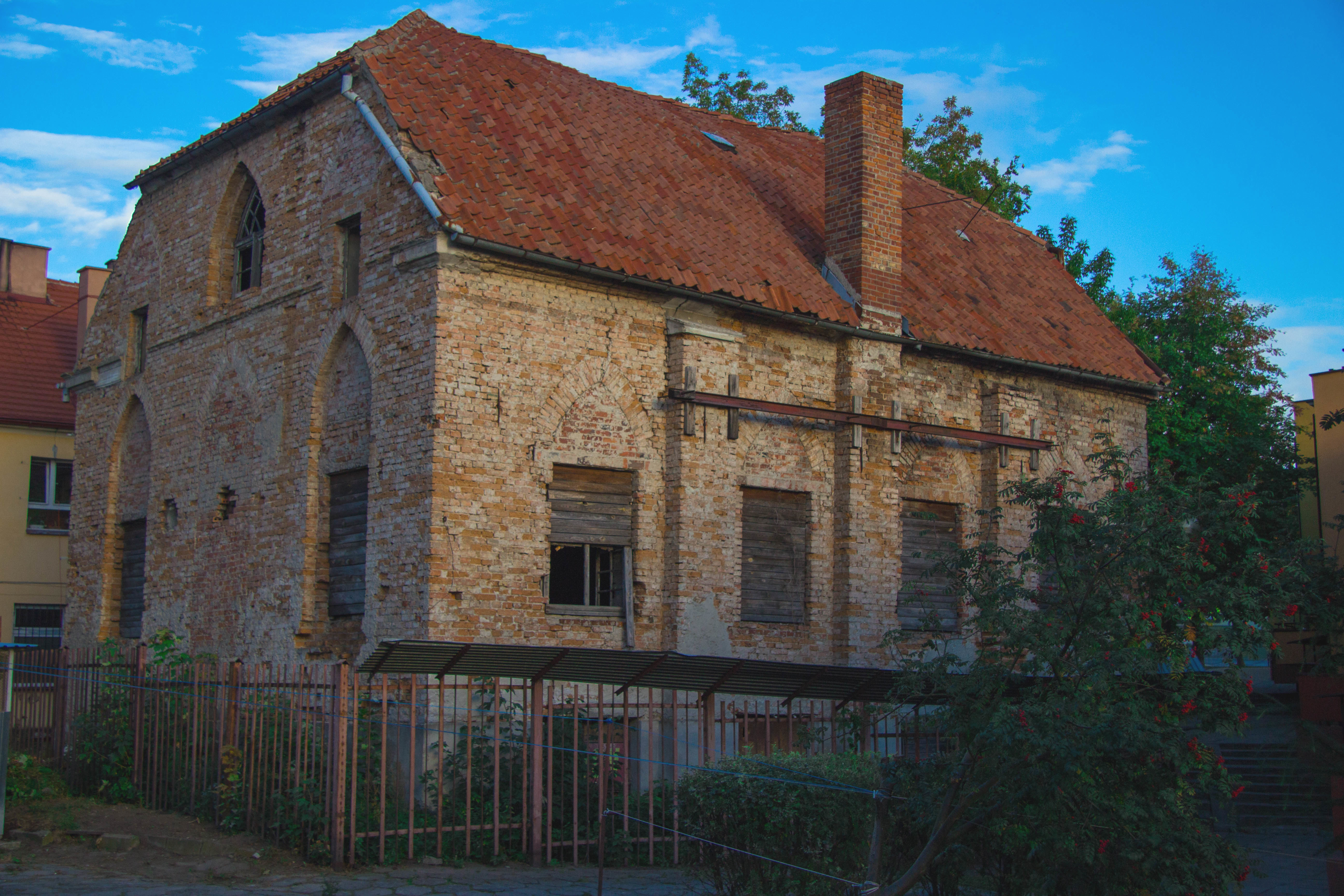
Ruínas da Antiga Sinagoga (1830–1832)
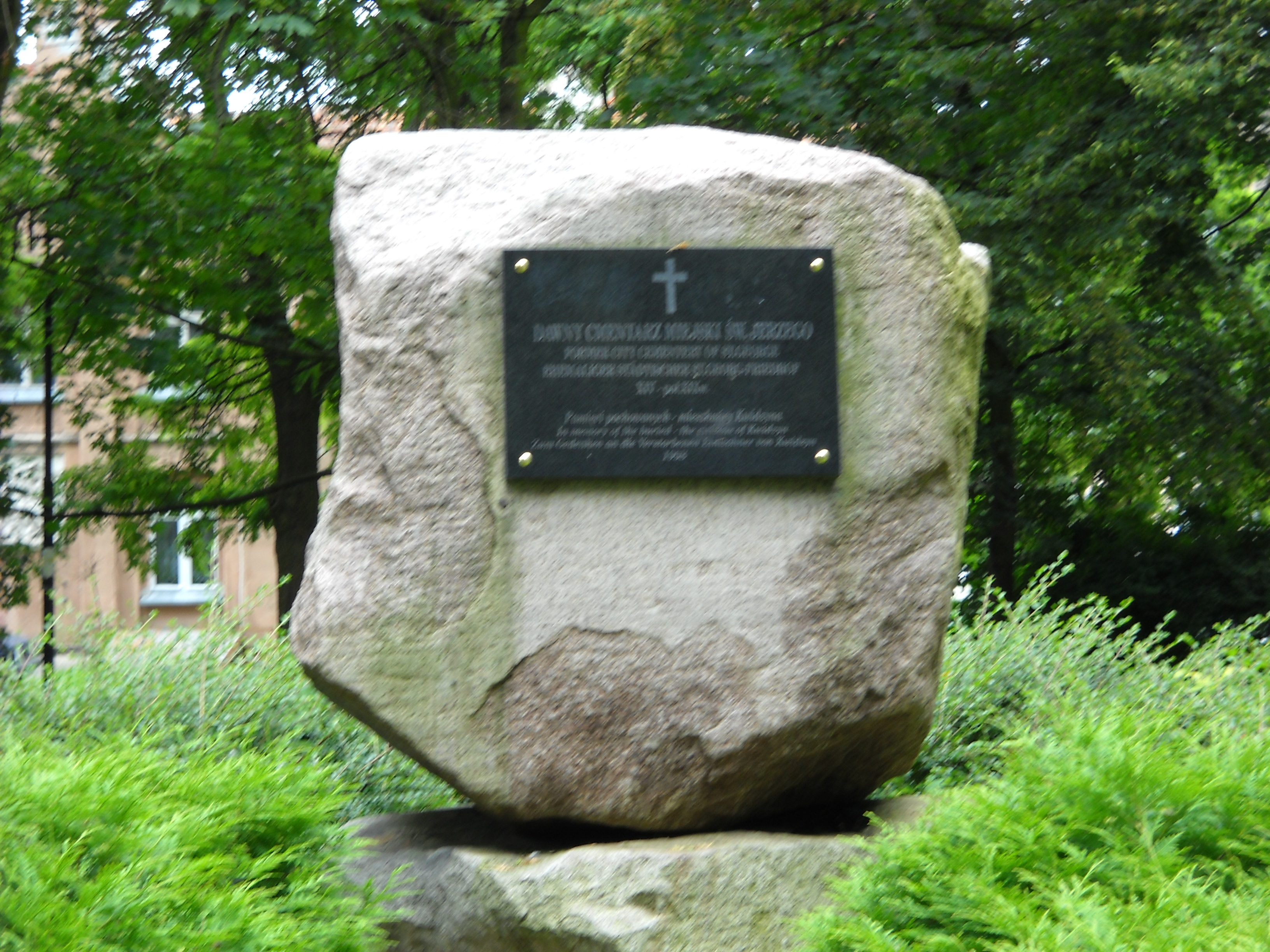
Pedra comemorativa do antigo cemitério

Na cidade, as atividades religiosas são realizadas por:
- Igreja Católica de Rito Latino
  - Paróquia de São João Evangelista[52]
  - Paróquia da Santíssima Trindade[87]
  - Paróquia de Santo Adalberto, Bispo e Mártir[88]
  - Paróquia da Divina Misericórdia[89]
  - Paróquia de Santo Irmão Alberto Chmielowski[90]
  - Ordem de Malta
  - Freiras da Ordem de São Bento
  - Irmãs Elisabetanas
  - Ordem dos Frades Menores Conventuais
- Igreja Pentecostal
  - Igreja em Kwidzyn
- Igreja local em Kwidzyn
- Testemunhas de Jeová
  - Três igrejas (incluindo grupo de linguagem de sinais), Salão do Reino
- Judaísmo
  - Nova Sinagoga em Kwidzyn
  - Antiga Sinagoga em Kwidzyn

## Cemitérios
- Cemitério evangélico na rua Hallera (desativado)
- Cemitério comunitário na rua Malborska
- Cemitério na rua Zamiejska, em Kwidzyn (fechado)
- Cemitério católico na rua Hallera (perto do hospital — desativado)
- Cemitério de soldados soviéticos na rua Sportowa
- Cemitério de soldados russos na rua Południowej (fechado)
- Cemitério católico na rua Grudziądzka (desativado)
- Cemitério na rua Furmańska
- Cemitério judeu na rua Kościuszki (desativado)
- Cemitério na rua Piastowska em Kwidzyn (fechado)
- Cemitério municipal São Jorge na Praça Plebiscytowy (fechado)

## Esportes
A cidade tem três pavilhões esportivos e de entretenimento (o time de basquete Bank BPS Basket Kwidzyn e o time de handebol MMTS Kwidzyn realizam seus treinos e jogos no pavilhão da rua Mickiewicza), bem como um complexo esportivo composto por: — três campos de futebol de grama — um estádio de atletismo — uma piscina coberta — quadras de tênis e uma parede de tênis para prática — um campo de asfalto multifuncional para jogos de equipe — cinco quadras de vôlei — cinco pistas de bocha — um parque de skate e uma rampa de skate e patins, bem como um campo de golfe. Uma pista de patinação no gelo fica aberta no inverno. Em outra parte da cidade, há uma piscina municipal coberta e vários complexos esportivos menores. A rota da corrida de ciclismo Tour de Pologne passou pela cidade várias vezes. Em 2006, Kwidzyn sediou o Campeonato Europeu de Enduro, e em junho de 2008, o Campeonato Mundial de Enduro 2008 (Grande Prêmio Maxxis da Polônia). Nos arredores da cidade, há um centro equestre com um hipódromo para shows de cavalos. Além das trilhas de ciclismo (com uma rota de mais de 150 km), Kwidzyn também tem uma trilha de canoagem no rio Liwa.

### Basquetebol
- Masculino — Bank BPS Basket Kwidzyn — Equipe da extraliga na PLK (promovida à extraliga na temporada 2006/2007).  Atualmente, a equipe joga na 3.ª divisão.[92]

### Handebol
- Masculino — MMTS Kwidzyn — principal time da liga de handebol da Polônia, vice-campeão polonês na temporada 2009/2010, 3.º time da Ekstraklasa nas temporadas 2008/2009–2010/2011–2012/2013, finalista da European Challenge Cup na temporada 2009/2010
- Masculino — MMTS II Kwidzyn — time de handebol da Segunda Divisão (temporadas 2007/2008 e 2008/2009)[93]
- Masculino — SMS ZPRP I Kwidzyn — equipe da 1.ª liga de handebol[94]
- Feminino — MTS Kwidzyn — time da 1.ª divisão nas temporadas 2007/2008, 2008/2009, 2009/2010 e 2010/2011[95]

### Futebol
- Masculino — KOP Rodło Kwidzyn — equipe da 3.ª divisão 2 grupo na temporada 2007/2008. Na temporada 2008/2009, jogou na 3.ª divisão “Báltica”, da qual, no entanto, foi rebaixado uma classe. Na temporada 2009/2010, o Rodło jogou na IV divisão, mas também não permaneceu nela. Na temporada 2010/2011, o Rodło jogou na 5.ª liga (liga distrital). Na temporada 2014/2015, o Rodło foi promovido do primeiro lugar para a IV Liga da Pomerânia, e na temporada 2015/2016 o Rodło Kwidzyn ficou em segundo lugar. Atualmente, joga na classe A da Pomerânia, grupo 6.[96]
- Masculino — SUPRA Kwidzyn — equipe da 5.ª divisão[97]

### Outros
- Clube de Orientação UMKS Kwidzyn
- Clube Esportivo de Capoeira Beribazu
- Clube de Caratê Shorin-Ryu
- Clube de dança “Progress” de Kwidzyn
- Clube de motocicleta de Kwidzyn
- Clube de Tiro de Kwidzyn
- Rodło LA Kwidzyn — atletismo
- LKS Nadwiślanin Kwidzyn — levantamento de peso
- Clube de Minigolfe Kwidzyn
- Seções da Sociedade Esportiva da Juventude (MTS):[98]
  - handebol feminino e masculino
  - natação
  - vôlei
  - tênis de mesa
  - modelagem aeroespacial
  - xadrez
- Complexo de esportes e entretenimento